# استان کرمان
استان کِرمان پهناورترین استان ایران به مرکزیت کلان‌شهر کرمان است. استان کرمان در جنوب ایران قرار گرفته و جمعیت آن در سال ۱۳۹۵ و بر اساس آمار مرکز آمار ایران برابر با ۳٬۱۶۴٬۷۱۹ نفر بوده است. کرمان با دربر گرفتن بیش از ۱۱ درصد از گستره ایران با نزدیک به ۱۸۳۱۹۳ کیلومتر مربع نخستین استان پهناور ایران می‌باشد. کرمان نهمین استان پرجمعیت کشور نیز به‌شمار آورده می‌شود. این استان هم‌چنین با بیش از ۶۶۰ اثر ملی ثبت شده از استان‌های تاریخی ایران به‌شمار می‌رود. استان کرمان ۷ اثر ثبت شده در میراث جهانی یونسکو ازجمله باغ شاهزاده ماهان، روستای صخره‌ای میمند شهربابک، ارگ بم، کویر لوت، دو کاروانسرا و سه قنات، جایگاه نخست ایران را از این رو دارد. استان کرمان همچنین از دید جایگاه صادراتی در جایگاه چهاردهم استان‌های کشور می‌باشد. استان کرمان اقلیم گوناگونی دارد و شهر لاله‌زار در استان کرمان، با ارتفاعی نزدیک به ۲۸۷۰ متر از سطح دریا، بام ایران و بلندترین شهر ایران به‌شمار می‌رود، همچنین شهر بردسیر ارتفاع ۲۰۴۷ متر جز بلندترین شهرستان‌های ایران است استان کرمان با تنوع اقلیمی خود، بزرگ‌ترین تولیدکننده خرما و پسته، جایگاه دوم تولید گردو و جایگاه دوم تولید گل محمدی در ایران را دارا است. استان کرمان همچنین با داشتن باشگاه‌های گوناگون ورزشی یک قطب ورزشی و با داشتن کارخانه‌ها و صنایع بزرگ ملی، یک قطب صنعتی در ایران به‌شمار می‌رود. استان کرمان دانشگاه‌های مهمی همچون دانشگاه علوم پزشکی کرمان ودانشگاه علوم پزشکی رفسنجان و دانشگاه ولیعصر رفسنجان و دانشگاه شهید باهنر را در خود جای داده است و از استان‌های علم‌پرور ایران شمرده می‌شود.

## پیشینه

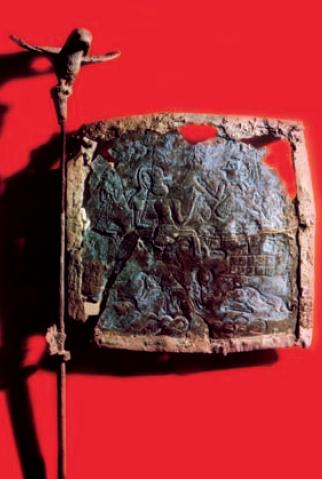
پرچم برنزی کشف شده در منطقه شهداد نزدیک کرمان، ایران

نام کرمان از نام یکی از ده شاخه اصلی پارسیان که به جنوب ایران آمدند گرفته شده است. شاخه‌های اصلی پارسیان این‌ها بودند:
پاسارگادی، مارافی، کرمانی، ماسپی، پانتیالی، دِروسی، دایی، مَردی، دروپیکی و ساگارتی.
کرمان در زمان هخامنشیان بخش عظیمی از شَهر (ساتراپی) پارس به‌شمار می‌رفت. از شهرهای کهن این سامان سیرجان (شیرگان باستان)، شهربابک، بردسیر، ارزوئیه (تپه یحی) (به اردشیر باستان)، گُواشیر (کرمان امروزی)، فهرج (پهره باستان) و ارگ بم، نرماشیر، راین و جیرفت است.
در زمان صفویه، کرمان توسط افشارها اداره می‌شد و در همین دوره مهاجرت گسترده ایل افشار و بچاقچی به استان کرمان اتفاق افتاد، بعدها، افشارها به دو دسته شمالی و جنوبی تقسیم شدند، در زمان قاجار نیز مهاجرت گسترده افشارها به بافت و سیرجان و ارزوئیه اتفاق افتاد، درحال حاضر ترک‌های کرمان در شهرستان‌های، بافت، ارزوئیه، سیرجان ساکن هستند.
آقامحمد خان قاجار، تعدادی از مردم آن را کور کرد. وی یک هزار تن از جوانان تنومند این استان را به سرکردگی مرتضی‌قلی‌خان کرمانی به تهران فرستاد و پس از آن به میاندوآب و سراب و برخی نقاط دیگر آذربایجان تبعید کرد. این کرمانیان پس از چند نسل در جمعیت این شهرها حل شدند ولی در میاندوآب تا مدتی پیش محله‌هایی به نام محله کرمانی‌ها، سیرجانی‌ها، زرند، راه‌بُر و لک‌ها وجود داشت.
قلعه دختر و قلعه اردشیر از آثار دوران ساسانی در شرق شهر کنونی کرمان، که هنوز خرابه‌های آن‌ها برجاست، گواه بر این است که لااقل در زمان اردشیر بابکان در همین محل، شهری آباد یا قلعه‌ای مهم وجود داشته است. مؤلف جغرافیای کرمان معتقد است که حدود سال ۲۲۰ پس از میلاد، به هنگام فتح کرمان به دست اردشیر، این محل گواشیر نام داشته و مرکز ولایت کرمان بوده است. بنا به گفته هرودت کرمانیا از قبایل دوازده‌گانه ایران می‌باشد و ساتراپی چهاردهم (دارا) مشتمل بر ایالت کرمان بوده است. در روایات اساطیری آمده است که کیخسرو کرمان و مکران را به رستم بخشید همچنین نشانی‌هایی از فرمانروایی بهمن بر این خطه می‌دهند آنگاه روایت تاریخی این سرزمین آغاز می‌شود و اینکه در زمان هخامنشیان کوروش آن را تبعید گاه نبونید (پادشاه مغلوب شدهٔ بابِل) قرار داد سپس سخن از حکومت اشکانیان را شکست داد و فرزند خود را که او هم اردشیر نام داشت به حکومت کرمان گماشت.
بنا به نوشته‌های مورخ کلدانی و کاهن معبد مردوک در سال‌های ۵۳۹–۵۳۸ –که کتب او از منابع مهم تاریخ زمان کورش است – کرمان از ولایات تابعه کوروش بوده و محلی مطمئن برای او به‌شمار می‌رفته است. در عصر داریوش کبیر نام کرمان جزء ولایات تابعه هخامنشی آمده است و در کتیبه بنای شوش کلمه‌ای مشاهده می‌شود که نام چوب درختی بوده است که برای استحکام بنای ساختمان‌ها (شاید همان کاخ) به کار می‌رفته و محل تهیه این چوب کرمان ذکر شده است. در این مورد داریوش می‌گوید «چوب بیش مکن از گنداره (پیشاور) و کرمان حمل شود» در متن کتیبه‌ای که از شاپور اول ساسانی – در اطراف کعبه زرتشت در نقش رستم فارس – بدست آمده است، شاپور دربارهٔ قلمرو خود چنین می‌نویسد: منم خداوندگار مزداپرست شاپور شاهنشاه ایرانیان وغیر ایرانیان. امارات و ولایات امپراتوری ایران این‌ها هستند: پارس، پارت، خوزستان، میشان، آشور، آذیان، عربستان، آذرآبادگان (آذربایجان)، ارمینیا، (ارمنستان)، سسیگان، کرمان و بلوچستان. در کتب تاریخی از عهد قدیم، چند جا به نام کرمانیان به صورت بخشی از ایران برمی‌خوریم هرودت گوید:پارسی‌ها به شش طایفه شهری و ده‌نشین و چهار طایفه چادرنشین تقسیم شده‌اند شش طائفه اولی عبارتند از: مرفیان، ماسپیان، پانتالیان، دروسیان، گرمانیان در خصوص گرمانیان تصور می‌رود همان کرمانیان باشند. در کتیبه‌های هخامنشی ظاهراً مقصود از کلمه کارمانیا همان کرمان است. در کتب تاریخی از عهد قدیم، چند جا به نام کرمانیان به صورت بخشی از ایران برمی‌خوریم.
احمد علیخان وزیری (مؤلف کتاب جغرافیای کرمان) معتقد است که حدود ۴۳۰ سال قبل از اسلام – به هنگام فتح کرمان بدست اردشیر – این محل گواشیر نام داشته که مرکز ولایت کرمان بوده است. بخشی از خانه‌های مسکونی مردم فقیر در پای دامنه‌های این دو تپه و قلعه شکل یافته بوده و بعداً با گسترش تدریجی شهر کرمان در جهت غرب توسعه یافته وبا توجه به توسعه و رونق اقتصادی در دوره‌های بعد از اسلام این شهر به تدریج نضج گرفته و رفته رفته بزرگتر شده تاجایی که وسعت آن به حدود دویست هکتار هم رسیده، با گذشت زمان و به‌دلیل نا امنی منطقه و حمله غارتگران و دزدان علاوه از حصارهای رفیعی که دور قلعه دختر وقلعه اردشیر کشیده شده بود گرداگرد شهر نیز حصاری بلند کشیده شد.

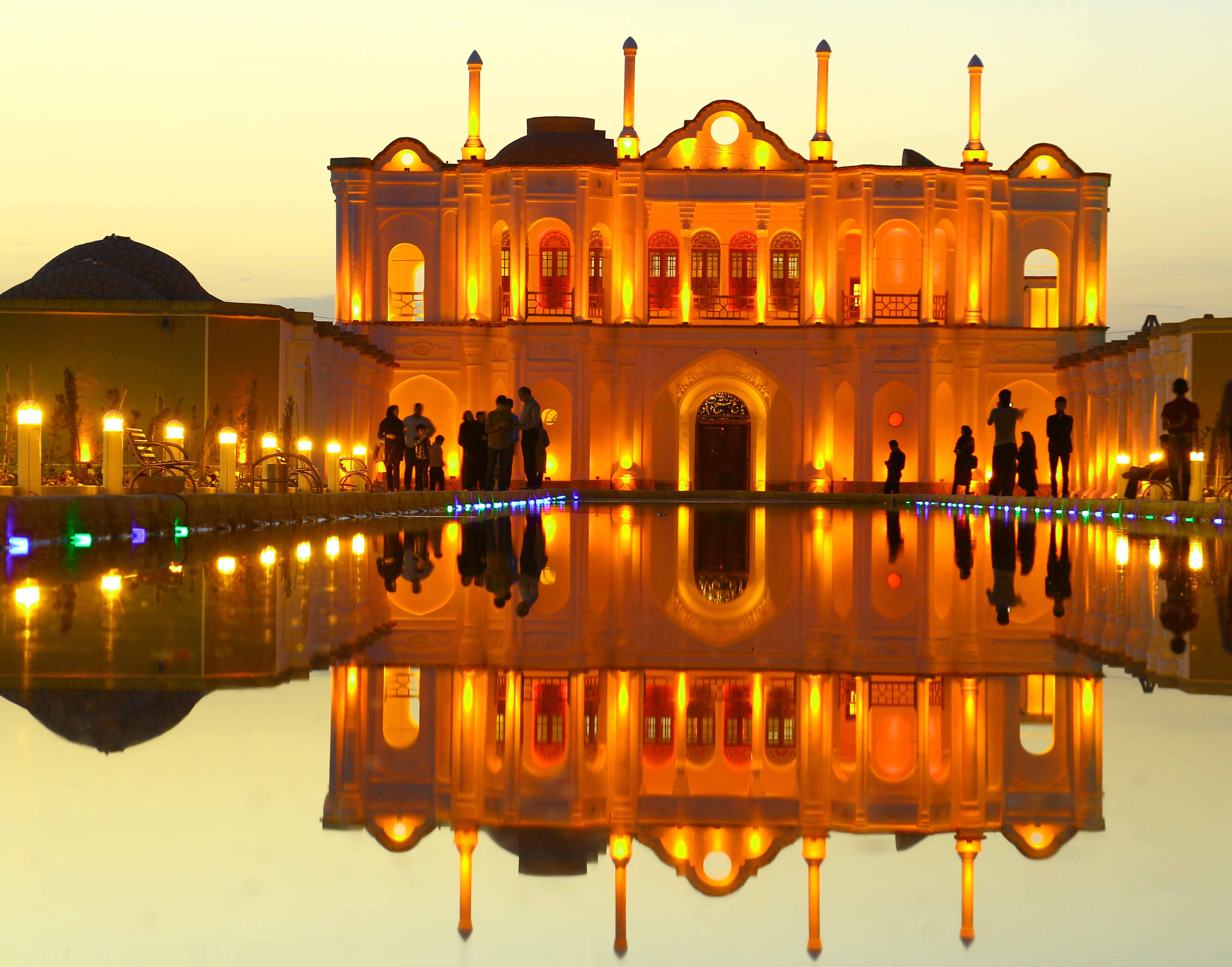
باغ فتح‌آباد

### ایالت بزرگ کرمان
ایالت کرمان از شرق به مکران، و از شمال به خراسان، و از غرب به فارس، و از جنوب به دریای فارس محدود بوده است. کرمان در روزگار سلجوقیان از بهترین و آبادترین بلاد ایران به‌شمار می‌آمد. این سرزمین دارای دو نوع آب و هوای گرمسیری و سردسیری بوده البته مناطق سردسیر کرمان در مقایسه با مناطق سردسیر فارس، گرمتر است. به‌طور کلی، مناطق گرمسیری پهنه بزرگتری از سرزمین کرمان را فراگرفته است و مناطق سردسیری که به‌طور عمده در ارتفاعات بوده، در حدود یک چهارمِ کرمان است. از آنجا که ایالت کرمان غالباً مشتمل بر مناطق گرمسیری است، اهالی آن مردمی سبز چرده و نازک اندام‌اند.
مقدسی در سده چهارم، کرمان را بر پنج خوره و ناحیه تقسیم کرده است: نخستین آن‌ها از سوی فارس، بَرْدَسیر (کرمان امروزی)، سپس نرماشیر، سپس سیرجان، سپس بم، سپس جیرفت.

#### شهرهای مهم استان کرمان
- رفسنجان: مهم‌ترین شهر استان کرمان محسوب می‌شود گو در ایام باستان بنام‌های رفسنگان و جلگه و غیره معروف بوده و به لحاظ قرارگیری در مسبر جاده ابریشم از اهمیت زیادی برخوردار بوده است رفسنجان بهشت معادن ایران هست بطوری که معدن مس سرچشمه رفسنجان و معدن مس سریدون رفسنجان از بزرگ‌ترین معادن دنیا هستند و همچنین شش معدن مس دیگر هم در این شهرستان وجود دارد و چندین معدن آهن و کرومیت. رفسنجان دارای کارخانجات بزرگ صنعتی به تعداد دویست و چهل کارخانه است که دوازده تا از آنها بزرگ‌ترین در ایران هستند کارخانه سیمان و کاشی الماس کویر و فیبر نوری و ماشین‌سازی کسادرزی و غیره و همچنین رفسنجان دارای دو شهرک صنعتی و یک منطقه آزاد ویژه اقتصادی هست و همچنین بزرگ‌ترین کشاورزی دنیا در شهر رفسنجان وجود دارد که بزرگ‌ترین جنگل دست کاشت دنیا هست که حدود شصت درصد پسته کشور در رفسنجان تولید می‌شود. شهر رفسنجان شهر دانشگاهی نیز هست به طوری که بیش از سی و پنج هزار دانشجو در دوازده دانشگاه رفسنجان تحصیل می‌کنند و از لحاظ امکانات شهری جزو بهترین شهرهای جنوب کشور محسوب می‌شود و شصت درصد تولید ناخالص داخلی استان کرمان مربوط به رفسنجان هست. همچنین بزرگ‌ترین خانه خشتی دنیا خانه حاج آقا علی که بزرگ‌ترین تاجر کشور در زمان خودش بوده در رفسنجان واقع شده و کوهستانهای سرسبز همچون سرچشمه و داوران اطراف رفسنجان هستند.
- جیرفت: جیرفت در قرون میانه شهری بسیار مهم و مرکر ایالت بود. اکنون بخش قدیمی جیرفت به شهر دقیانوس (شهر امپراتور decius) معروف است. تمدن کشف شده در جیرفت قدیمی‌ترین تمدن کشف شده و خط کشف شده در لوح‌های بدست آمده از این تمدن به قبل از خط میخی تمدن بین‌النهرین که تاکنون تصور می‌رفت اولین خط در جهان است می‌باشد در کتیبه‌های کشف شده از تمدن بین‌النهرین از تمدنی پیشرفته به نام آراتا یا ارته نام برده شده است که گمان می‌رود همان تمدن جیرفت است و گویا تمدن شهر سوخته زابل نیز با این تمدن تعاملاتی داشته است. جیرفت از قطبهای کشاورزی و تولید خرما در ایران است و تا سده دوم بعنوان مرکز مهم و اصلی ولایت بوده است. مقدسی در گزارش خود از جیرفت گوید که آنجا دژی با چهار دروازه دارد. مسجد جامع در نزدیکی دروازه بم است که دور از بازار واقع است، و گوید که شهر جیرفت از اصطخر بزرگ‌تر است. بنا به نقل ابن حوقل، در نزدیکی جیرفت جاهایی به نام «میزان» و «درفارد» بوده است که میوه و برخی از آذوقه مورد نیاز مردم جیرفت از آنجا تأمین می‌شده است.[۱۷][۱۸]
- سیرجان: جغرافی نویسان عرب آن را السیرجان و الشیرجان نوشته‌اند. این شهر پایتخت قدیم ایالت کرمان بوده و مرکزیت آن در کرمان تا زمان آل بویه ادامه داشت؛ اما در آن زمان، ابن الیاس که حاکم بویهی کرمان بود، به علت نامعلومی کرسی کرمان را از سیرجان به بردسیر (شهر کنونی کرمان) منتقل ساخت.[۱۵][۱۹] همچنین سیرجان از بابت قرار گرفتن در مسیر استان‌های همجوار و مسیر جاده تهران بندر عباس، چهار راه اقتصادی استان کرمان نامیده می‌شود.
- کرمان: یاقوت حموی اگر چه به نقل از ابن بناء بشاری، سیرجان را بزرگ‌ترین شهر کرمان به‌شمار آورده است، اما خود، بردسیر را بزرگ‌ترین شهر کرمان در پایین دستِ کویرِ واقع در میان کرمان و خراسان می‌داند.[۱۵][۱۹] همچنین در گزارش وی چنین آمده است: … گفته می‌شود شهری از دوران ساسانی است که توسط اردشیر بابکان بنا یافته است، و حمزه اصفهانی گوید که بردسیر عربی شده اردشیر است و اهالی کرمان آنجا را گواشیر می‌خوانند، و در آنجا دژی مستحکم واقع است. بردسیر دارای چهار دروازه است، و دارای دژی بس بلند است که مسجد جامع خوبی در نزدیکی آن است.[۱۹]
- بَم (بمّ): در سمت خاور کرمان در حاشیه کویر بزرگ قرار دارد. مقدسی در سده چهارم، بم را قصبه‌ای مهم، بزرگ و خوب وصف می‌کند که در سرزمین‌های اسلام نامبردار است. دژی بر آن است که چهار دروازه دارد، مسجد جامع و چند بازار نیز در آن دژ جای دارد. گفتنی است که شهرت بم به سبب پارچه‌های صادراتی اش بوده است، و در حوالی بم دهکده بزرگی واقع بوده که بیشتر پارچه‌ها را در آنجا می‌بافته‌اند. اصطخری نیز با مشهور خواندنِ قلعه بم، گوید که شهر بم دارای سه مسجد جامع بوده است: یکی مسجد خوارج که در بازار جای داشت، و دیگر مسجد جامع در محله بزّازین، و سوم مسجد جامعی در داخل قلعه بم. همچنین، وی شهر بم را بزرگ‌تر از جیرفت برمی‌شمارد.[۱۹]
- شهربابک: برخی از پادشاهان ساسانی چون به آبادانی شهری همت می‌گماشتند نام خود را بر آن شهر می‌نهادند، چنان‌که اردشیر چهار شهر ساخت و نام خود را بر آنها نهاد. اما در مورد نام و وجه تسمیه شهربابک چنان‌که گذشت چون حکومت شهربابک به بابک سپرده شد و وی به آبادانی آن همت گماشت نام خود را برِ آن نهاد و شهربابک خوانده شد که امروزه بسیاری از مورخین و محققان این نکته را تأیید می‌کنند، مثلاً علی اکبر دهخدا در لغت نامه خود می‌نویسد:《شهربابک شهری است که به بابک پدر اردشیر مؤسسه سلسله ساسانی منسوب است و از توابع کرمان شمرده شده و هنوز باقی است. 》 اضطراری و مقدسی و دیگران نیز از آن نام برده و تفضیلی دربارهٔ آن نداده‌اند. حمدالله مستوفی در 《 نزهت القلوب 》آن را از توابع کرمان دانسته و می‌نویسد: 《 شهربابک منسوب به بابک جد مادری اردشیر بابکان بوده است از اقلیم سیم بوده و از شیراز تا شهربابک شصت و هفت فرسنگ است 》و سایکس در حوالی شهربابک آتشکده‌ای را پیدا کرده است. با نگاهی به کتاب (تاریخ و فرهنگ شهربابک)
- نرماشیر (نرماشیر):ولایت نرماشیر که آن را به فارسی نرماشیر گویند در جنوب غربی بم و حاشیه کویر واقع است. مقدسی در سده چهارم، در وصف نرماشیر گوید: قصبه‌ای مهم، بزرگ، آباد، بارانداز، و پناهگاه و در این سرزمین زبانزد است. انباری است گران مایه و خواستنی، شهری با جمعیت شگفت‌آور، با کاخ‌های زیبا و پاکیزه بازرگانان گران مایه و کالا و زیبایی‌ها است… کالای عمان به اینجا می‌آید. خرمای کرمان در اینجا گردآوری می‌شود. راه حاجیان بلوچستان از اینجا است. بر بهار از اینجا می‌گذرد. همین جغرافیدان دربارهٔ ساختار شهر مزبور گوید: دژی با چهار دروازه دارد… جامعش آباد در میان بازار است… و مناره‌ای دارد که در این سرزمین بی‌مانند است. همچنین وی نرماشیر را کوچک‌تر از سیرجان دانسته است.[۱۹]
- کهنوج: شهر کهنوج از شمال با جیرفت و عنبرآباد، از جنوب به منوجان، از شرق به قلعه گنج و رودبار جنوب و از غرب به فاریاب و رودان در استان هرمزگان محدود می‌شود. همچنین کهنوج به‌دلیل قرار گرفتن در مسیر اصلی زاهدان به بندرعباس و همچنین کرمان به بندرعباس از موقعیت مهمی برخوردار است. شهرستان‌های جدا شده از کهنوج: چهار شهرستان فاریاب، قلعه گنج، رودبار جنوب و منوجان از شهرستان کهنوج جدا شده‌اند و به مرور از بخش به شهرستان تبدیل گشته‌اند. به این پنج شهرستان { رودبار جنوب - منوجان - کهنوج - فاریاب - قلعه گنج } پنج گنج گفته می‌شود.
- هرموز (هرموز کهنه):در نگارش «هرمز» هم آمده است. آنجا، شهری بوده در یک فرسنگی دریا، مسجد جامعِ آن در بازار واقع بوده، و بازار آن پررونق و پرکار بوده است. تا آنجا که بنا به تعبیر اصطخری، هرموز، مجمع تجارت کرمان بوده است. به رغم فاصله اندکی که با دریا داشته باریکه‌ای از دریا ـ به شکل خلیج، موسوم به جیر ـ تا آنجا کشیده شده و آنجا بندرگاه دریا بوده است. یاقوت حموی در سده هفتم از هرموز به عنوان بندرگاه کرمان یاد می‌کند که کشتی‌ها در آنجا کناره می‌گرفته‌اند؛ و از هرموز، کالاهای وارداتی از هند تا کرمان و سیستان و خراسان بار می‌شد.[۱۹]
- کوهبنان
- زرند: همگان متفق القواند که این شهر قدمتی بس دیرینه دارد و حدود پنج هزار سال پیش که در اثر سرد شدن ناگهانی سرزمین‌های سیبری انسان‌ها به اروپا مهاجرت کرده و دسته‌هایی از آن‌ها به ایران و به نواحی کرمان و سپس به زرند آمدند. وعده‌ای از قدما بر این باورند هنگامی‌که اسکندر مقدونی، کاخ‌های تخت جمشید را به آتش کشید و آریون برزن راه را بر آنان بست و پس از شکست با انبوه لشکریان خود به این ناحیه برای چرای اسبان آمدند و مشاهده کردن، عده‌ای از بومیان درحال که درون بی کندها و ساختمان‌هایی که چندان ارتفاعی نداشته زندگی می‌کنند. مردم به کشت غلات و حبوبات می‌پرداختند و برکه‌های آب در گوشه و گوشه این سامان جاری بود و مردم به هنرهای ازجمله دوزندگی، مسگری، درودگری، سفالگری، ذوب فلزات و کشاورزی مشغول بودند و سپاه اسکندر پس از هفته‌ها اقامت در این سرزمین راه جنوب را در پیش‌گرفته و به‌سوی هند رهسپار شدند. در آن زمان این شهر را زراوند می‌خواندند و همه نوع حیوان مثل آهو، کل، آهوبره، بلدرچین، گورخر و حتی گوزن به وفور یافت می‌شود.
- راور: راور شهری در حاشیه لوت شمالی و یکی از با قدمت‌ترین شهرهای استان است مردم این منطقه اکثراً کشاورز هستند نام راور از راهور گرفته شده به معنی قلعه راه زیرا شهر راور در مسیر کرمان به خراسان قرار داشته و در این منطقه کاروانسرا و برج‌های زیادی قرار دارد. از صنایع دستی راور می‌توان به قالی ان اشاره کرد که جزو نفیس‌ترین قالی‌های ایران است که باعث شده راور شهر جهانی قالی لقب بگیرد.

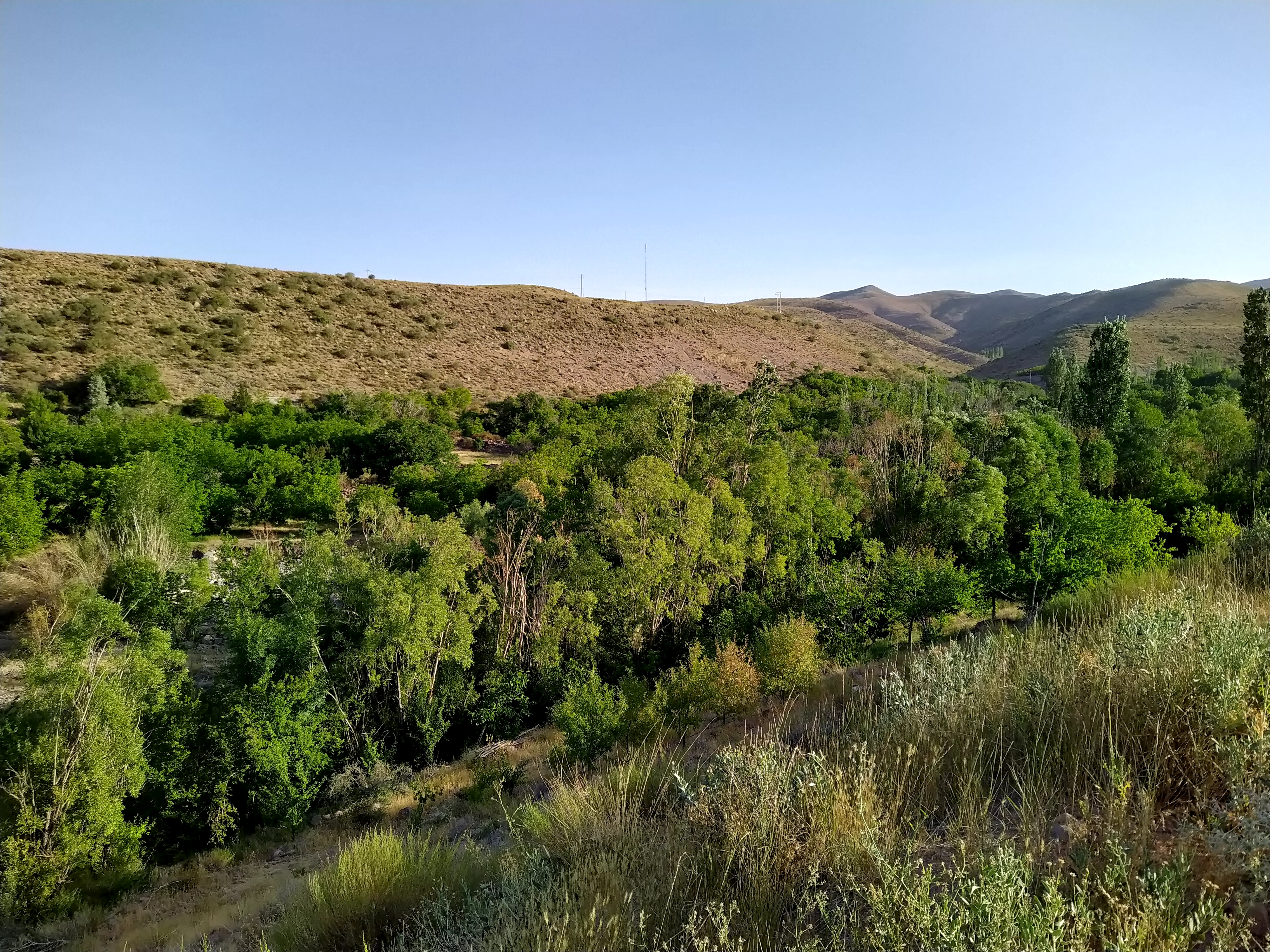
مناطق کوهستانی و سردسیر استان کرمان

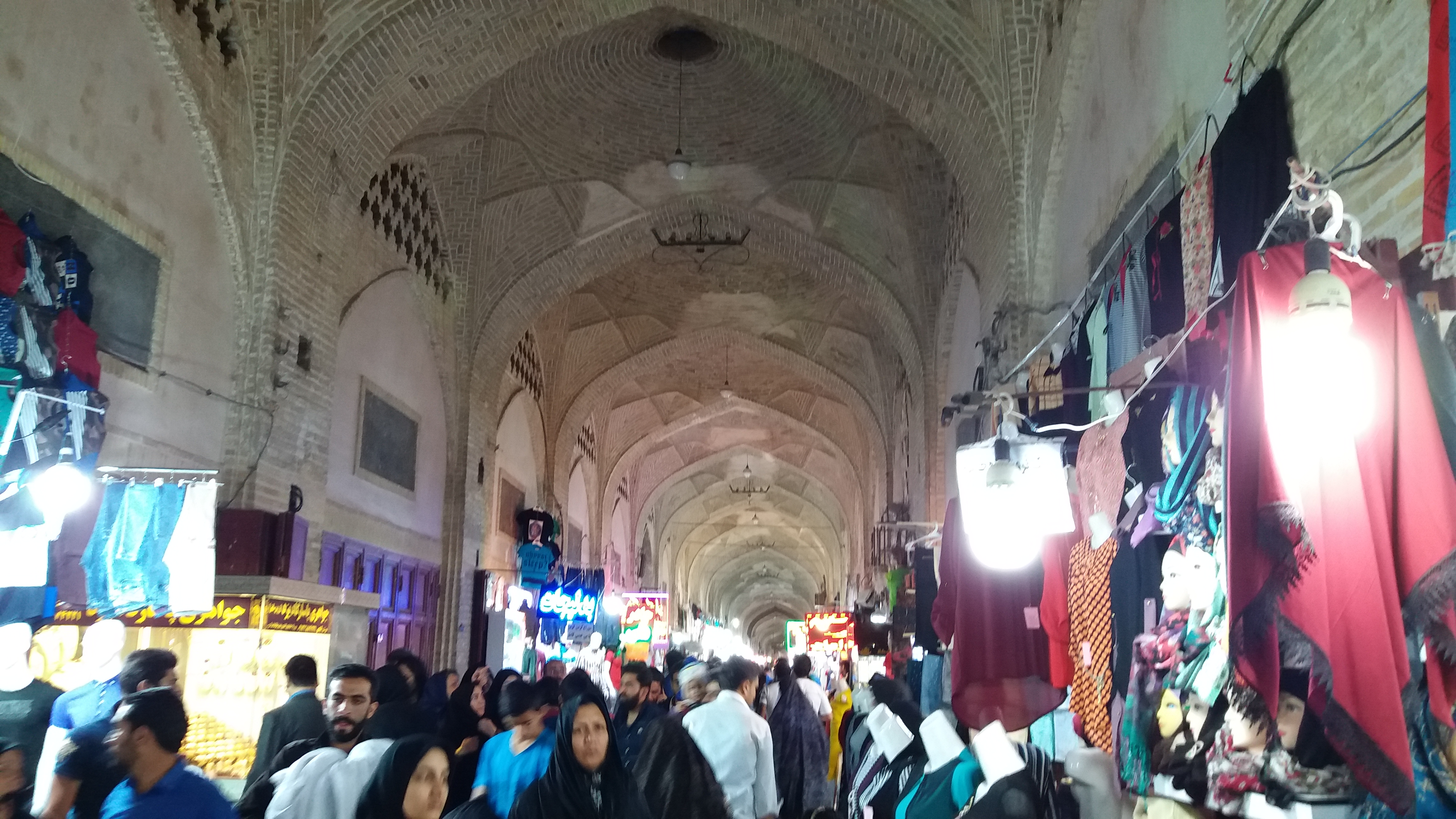
بازار تاریخی کرمان

استان کرمان در جنوب شرقی فلات مرکزی ایران قرار دارد. این استان بین ۵۳ درجه و ۲۶ دقیقه تا ۵۹ درجه و ۲۹ دقیقه طول شرقی و ۲۵ درجه و ۵۵ دقیقه تا ۳۲ درجه عرض شمالی قرار دارد. این استان از شمال به استان خراسان جنوبی، از غرب به استان‌های یزد و فارس، از جنوب به هرمزگان و از شرق به استان سیستان و بلوچستان محدود می‌شود. مساحت این استان برابر با ۱۸۳۲۸۵ کیلومتر مربع می‌باشد و بنابراین اولین استان پهناور ایران است. این استان در تقسیمات کشوری سابق به همراه سیستان و بلوچستان و هرمزگان استان هشتم را شامل می‌شده است. بیشترین جمعیت زرتشتیان ایران بعد از یزد در استان کرمان زندگی می‌کنند و جشن سده در فهرست آیین‌های ملی ثبت شده است.

## تقسیمات کشوری

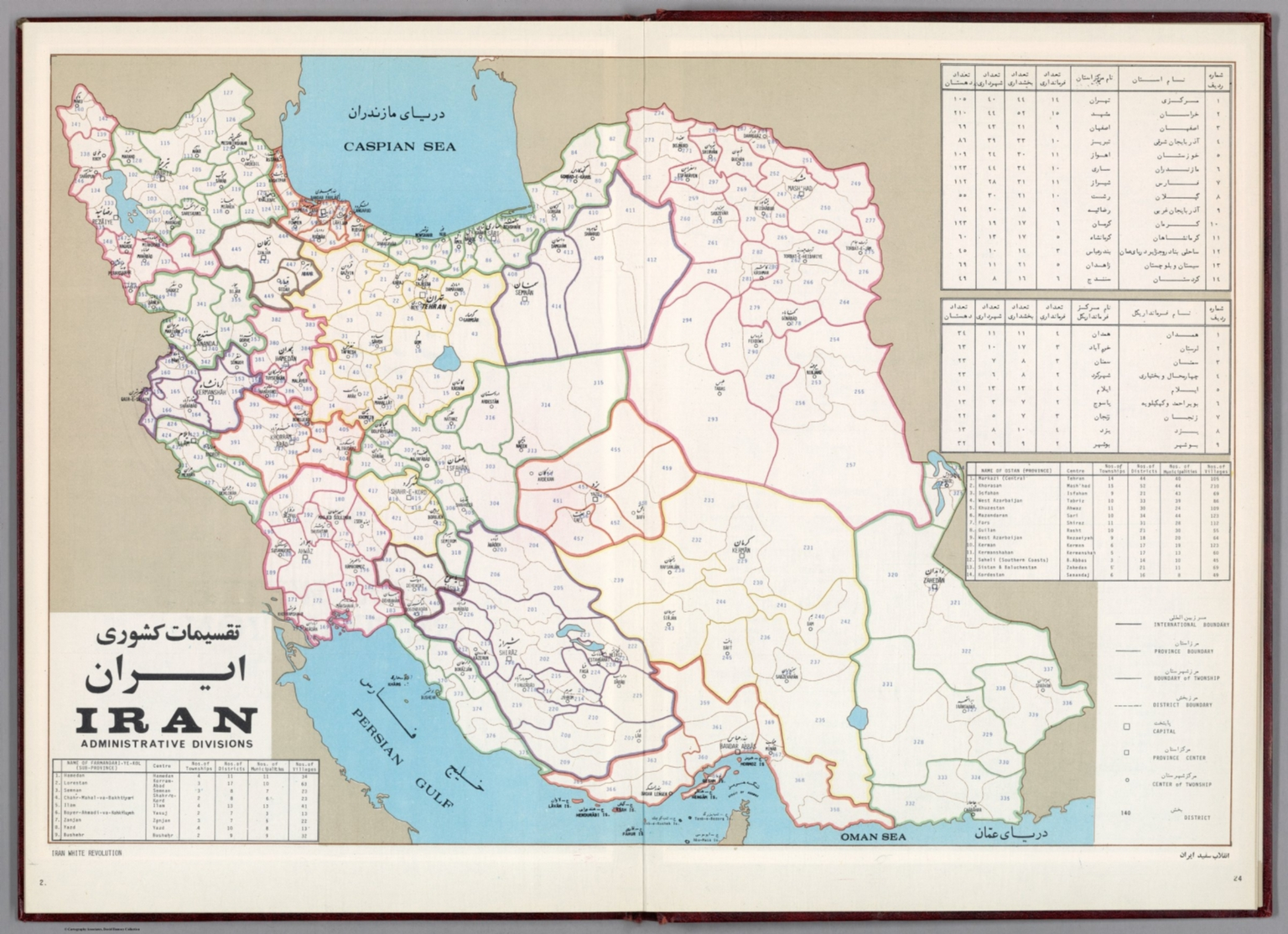
تقسیمات کشوری ایران در سال ۱۳۵۰ خورشیدی، در این سال استان کرمان شش شهرستان به نام‌های کرمان، سیرجان، رفسنجان، بافت، جیرفت و بم داشته است

براساس آخرین تقسیمات کشوری، استان کرمان دارای ۲۵ شهرستان، ۶۱ بخش، ۱۶۸ دهستان و ۸۵ شهر است:
استان کرمان
| ردیف | نام شهرستان | مرکز شهرستان | سال تأسیس | جدا شده از شهرستان یا استان | مساحت شهرستان (Km²) | جمعیت مرکز شهرستان ۱۳۹۵ | جمعیت شهرستان ۱۳۹۵ |
| ---- | ----------- | ------------ | --------- | --------------------------- | ------------------- | ----------------------- | ------------------ |
| ۱    | کرمان       | کرمان        | ۱۳۱۶      | -                           | ۴۴٬۶۳۱              | ۵۳۷٬۷۱۸ نفر             | ۷۳۸٬۷۲۴ نفر        |
| ۲    | بم          | بم           | ۱۳۱۶      | -                           | ۵٬۱۷۱               | ۱۲۷٬۳۹۶ نفر             | ۲۲۸٬۲۴۱ نفر        |
| ۳    | سیرجان      | سیرجان       | ۱۳۲۳      | کرمان                       | ۱۳٬۱۲۹              | ۱۹۹٬۷۰۴ نفر             | ۳۲۴٬۱۰۳ نفر        |
| ۴    | رفسنجان     | رفسنجان      | ۱۳۲۴      | کرمان                       | ۸٬۲۸۸               | ۱۶۱٬۹۰۹ نفر             | ۳۱۱٬۲۱۴ نفر        |
| ۵    | جیرفت       | جیرفت        | ۱۳۲۵      | بم                          | ۹٬۶۵۴               | ۱۳۰٬۴۲۹ نفر             | ۳۰۸٬۸۵۸ نفر        |
| ۶    | زرند        | زرند         | ۱۳۵۴      | کرمان                       | ۵٬۴۷۷               | ۶۰٬۳۷۰ نفر              | ۱۳۸٬۱۳۳ نفر        |
| ۷    | شهربابک     | شهربابک      | ۱۳۵۴      | رفسنجان                     | ۱۳٬۴۹۰              | ۵۱٬۶۲۰ نفر              | ۱۰۳٬۹۷۵ نفر        |
| ۸    | بردسیر      | بردسیر       | ۱۳۵۸      | سیرجان                      | ۶٬۱۳۹               | ۲۵٬۱۵۲ نفر              | ۸۱٬۹۸۳ نفر         |
| ۹    | کهنوج       | کهنوج        | ۱۳۵۹      | جیرفت                       | ۲٬۱۱۰               | ۵۲٬۶۲۴ نفر              | ۱۰۵٬۲۰۷ نفر        |
| ۱۰   | راور        | راور         | ۱۳۷۴      | کرمان                       | ۱۳٬۹۳۷              | ۲۲٬۷۲۹ نفر              | ۴۳٬۱۹۸ نفر         |
| ۱۱   | بافت        | بافت         | ۱۳۴۰      | کرمان                       | ۶٬۴۹۳               | ۳۴٬۵۱۷ نفر              | ۸۴٬۱۰۳ نفر         |
| ۱۲   | منوجان      | منوجان       | ۱۳۸۱      | کهنوج                       | ۳٬۵۴۷               | ۱۵٬۶۳۴ نفر              | ۶۵٬۷۰۵ نفر         |
| ۱۳   | عنبرآباد    | عنبرآباد     | ۱۳۸۲      | جیرفت                       | ۳٬۴۰۹               | ۱۸٬۱۸۵ نفر              | ۸۲٬۴۳۸ نفر         |
| ۱۴   | کوهبنان     | کوهبنان      | ۱۳۸۳      | زرند                        | ۲٬۲۳۶               | ۱۰٬۷۶۱ نفر              | ۲۱٬۲۰۵ نفر         |
| ۱۵   | رودبار جنوب | رودبار       | ۱۳۸۴      | کهنوج                       | ۶٬۸۶۴               | ۱۴٬۷۴۷ نفر              | ۱۰۵٬۹۹۲ نفر        |
| ۱۶   | قلعه گنج    | قلعه گنج     | ۱۳۸۴      | کهنوج                       | ۱۰٬۴۳۸              | ۱۳٬۱۶۹ نفر              | ۷۶٬۴۹۵ نفر         |
| ۱۷   | ریگان       | محمدآباد     | ۱۳۸۶      | بم                          | ۸٬۵۸۳               | ۲۰٬۷۲۰ نفر              | ۸۸٬۴۱۰ نفر         |
| ۱۸   | فهرج        | فهرج         | ۱۳۸۸      | بم                          | ۴٬۵۶۰               | ۶٬۸۷۶ نفر               | ۶۷٬۰۹۶ نفر         |
| ۱۹   | انار        | انار         | ۱۳۸۸      | رفسنجان                     | ۲٬۱۴۰               | ۱۵٬۵۳۲ نفر              | ۳۶٬۸۹۷ نفر         |
| ۲۰   | رابر        | رابر         | ۱۳۸۸      | بافت                        | ۱٬۸۵۳               | ۱۳٬۲۶۳ نفر              | ۳۵٬۳۶۲ نفر         |
| ۲۱   | نرماشیر     | نرماشیر      | ۱۳۸۹      | بم                          | ۲٬۹۹۴               | ۵٬۲۲۲ نفر               | ۵۴٬۲۲۸ نفر         |
| ۲۲   | ارزوئیه     | ارزوئیه      | ۱۳۸۹      | بافت                        | ۴٬۹۸۰               | ۶٬۷۶۷ نفر               | ۳۸٬۵۱۰ نفر         |
| ۲۳   | فاریاب      | فاریاب       | ۱۳۸۹      | کهنوج                       | ۲٬۵۶۴               | ۴٬۸۶۳ نفر               | ۳۴٬۰۰۰ نفر         |
| ۲۴   | جازموریان   | زهکلوت       | ۱۴۰۱      | رودبار جنوب                 | ؟                   | ۶٬۸۳۶ نفر               | ۴۳٬۸۳۷ نفر         |
| ۲۵   | گنبکی       | گنبکی        | ۱۴۰۲      | ریگان                       | ؟                   | ۸٬۹۵۱ نفر               | ۲۵٬۹۷۶ نفر         |

## جمعیت‌شناسی

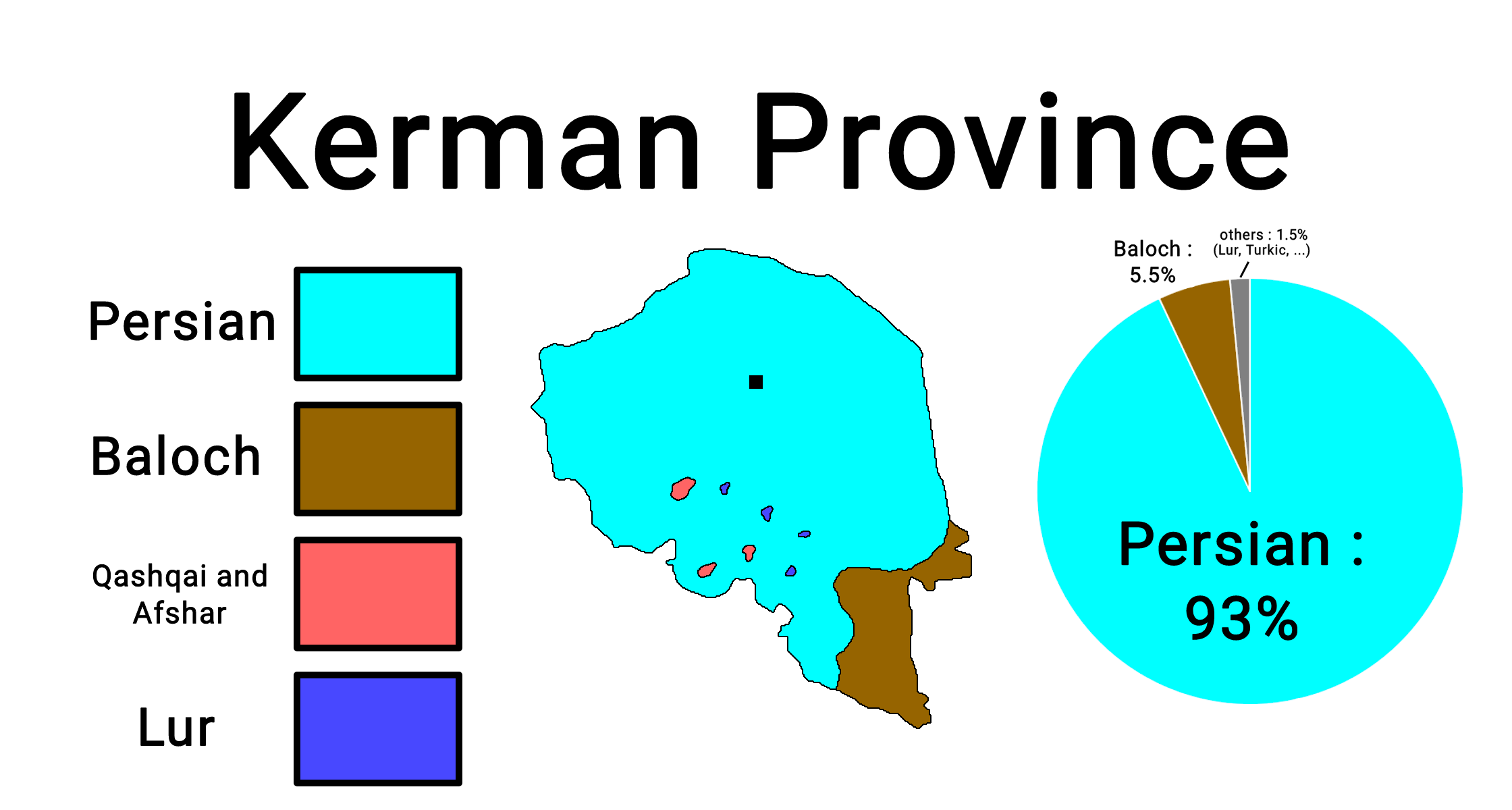
فیروزه‌ای: فارسی‌زبان قهوه‌ای: بلوچ آبی: لر قرمز: تُرک‌زبان

جمعیت استان کرمان در سال ۱۳۹۵ و بر اساس آمار مرکز آمار ایران برابر با ۳٬۱۶۴٬۷۱۸ نفر بوده است. پر جمعیت‌ترین و متراکم‌ترین شهرستان استان، شهرستان کرمان می‌باشد.
کرمان با دربر گرفتن بیش از ۱۱ درصد از وسعت ایران با حدود ۱۸۳۱۹۳ کیلومتر مربع نخستین استان پهناور ایران می‌باشد. لرهای کرمان در شهرهای سیرجان، بم، جیرفت، بافت، شهربابک، دهبکری، عنبرآباد، راهبر، بردسیر… زندگی می‌کنند و بزرگ‌ترین قوم استان کرمان بعد از فارس‌ها می‌باشند. بخش بزرگی از جمعیت شهرستان‌های بافت، ارزوئیه و سیرجان از افشارها و بچاقچی‌ها و بقیه طایفه‌های ترک است. ترک‌های کرمان در دوره‌های سلجوقیه، صفویه، افشاریه و قاجاریه از آناتولی، آذربایجان، خراسان و فارس به کرمان مهاجرت کرده‌اند و اکثراً به زبان ترکی افشاری تکلم می‌کنند. ترکیب جمعیت ساکن در شهرستان‌های ریگان، فهرج، رودبار جنوب، قلعه گنج و کهنوج و منوجان در جنوب شرقی استان کرمان نواحی بلوچ نشین می‌باشند.
در شهرستان‌های جنوبی و شرقی ریگان، فهرج، کهنوج، رودبارجنوب، قلعه گنج و منوجان، گویش رایج مردم بومی، فارسی کرمانی نیست، از آنجایی که آنها از طایفه‌های بلوچی هستند، با «گویش رودباری» از دسته گویش‌های گرمسیری صحبت می‌کنند.
نظرسنجی سال ۱۳۸۹
طی پژوهشی که به سفارش شورای فرهنگ عمومی در سال ۱۳۸۹ انجام شد و براساس یک بررسی میدانی و یک جامعه آماری از میان ساکنان ۲۸۸ شهر و حدود ۱۴۰۰ روستای سراسر کشور، درصد اقوامی که در این نظر سنجی نمونه‌گیری شد در این استان به قرار زیر بود:
| اقوام استان کرمان | اقوام استان کرمان | اقوام استان کرمان | اقوام استان کرمان | اقوام استان کرمان |
| ----------------- | ----------------- | ----------------- | ----------------- | ----------------- |
| قومیت             | قومیت             |                   | درصد              | درصد              |
| فارسی‌زبان         | فارسی‌زبان         |                   | ۹۷٫۵٪             | ۹۷٫۵٪             |
| ترک‌زبان           | ترک‌زبان           |                   | ۰٫۹٪              | ۰٫۹٪              |
| بلوچ زبان         | بلوچ زبان         |                   | ۰٫۷٪              | ۰٫۷٪              |
| لر                | لر                |                   | ۰٫۲٪              | ۰٫۲٪              |
| شمالی             | شمالی             |                   | ۰٫۲٪              | ۰٫۲٪              |
| سایر و بدون جواب  | سایر و بدون جواب  |                   | ٫۵٪               | ٫۵٪               |

### عشایر

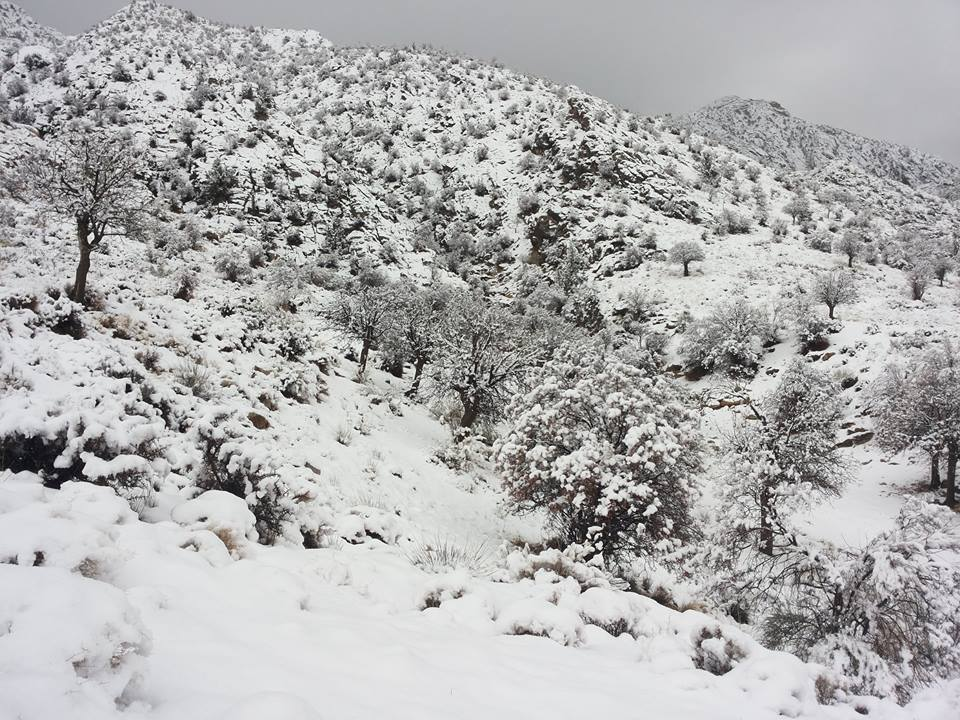
بارش برف در پارک ملی خبر، بافت

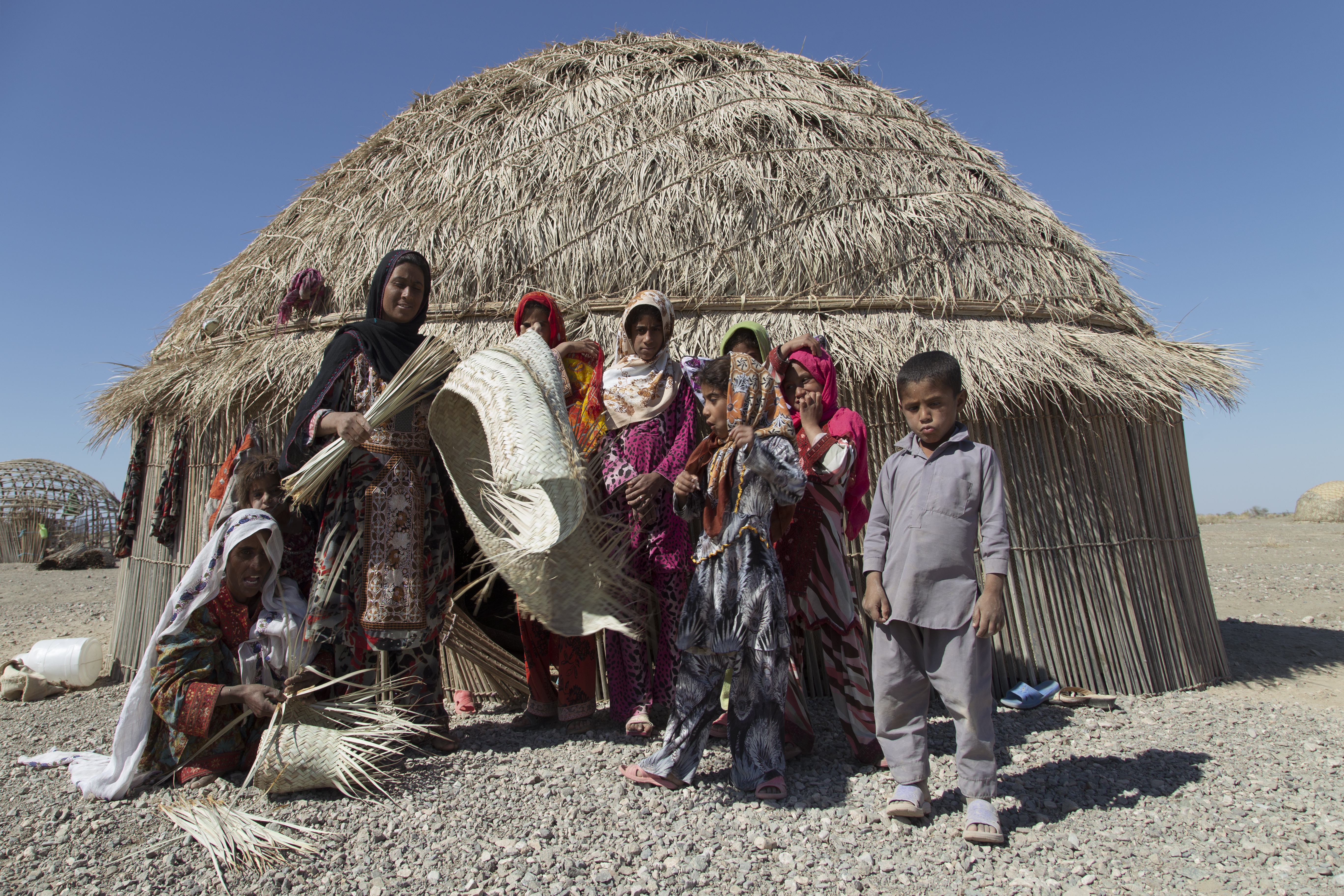
یک خانواده بلوچ در استان کرمان با امکانات اولیه زیستی

- یک خانواده بلوچ در استان کرمان با امکانات اولیه زیستیطایفه‌های بلوچ: در مناطق شرقی و جنوب شرقی استان پراکنده‌اند و از قدیمی‌ترین ایل‌های استان کرمان به حساب می‌آیند. بر اساس گزارش‌های جغرافی دانان صدر اسلام مانند، اصطخری، ابن حوقل و مقدسی و شاهنامه فردوسی زیست آنها در مناطق جبال بارز و جنوب کرمان حداقل به قبل از ساسانیان می‌رسد که همراه کوچ‌ها (به صورت معرب عربی:القفص و البلوص) بارها به سکونتشان در جبال بارز اشاره شده است.[۲۵][۲۶] امروزه بلوچ‌ها که حدود ۵ درصد استان را در بر می‌گیرند و در نواحی شرقی و جنوبی استان زندگی می‌کنند که به گویش رودباری و زبان بلوچی تکلم می‌کنند.[۲۷][۲۸]
- ایل افشار: از ایل‌های ترک ساکن کرمان هستند که با گذشت زمان به دو گروه شمالی و جنوبی تقسیم شده‌اند که جنوبی‌ها هنوز حالت ایلیاتی دارند و در مناطقی از بافت و سیرجان زندگی می‌کنند اما شمالی‌ها ساکن شده‌اند.
- ایل بچاقچی: ترک تبار هستند و زمان نادرشاه افشار از ارسباران آذربایجان به کرمان کوچانده شده‌اند و در دهستان بلورد شهرستان سیرجان ساکن شدند.
- ایل قرائی: از ایل‌های ترک که در شهرستان بردسیر و سیرجان زندگی می‌کنند.
- ایل قتلو: از ایل‌های ترک که در شهرستان بافت و بردسیر زندگی می‌کنند.
- ایل گلباغی: لرتبار هستند و زمان زندیه از کردستان به کرمان کوچانده شده‌اند.[۲۹][۳۰]
- ایل سلیمانی: از ایل‌های لر زبان و از قوم لر بختیاری هستند که حدود سال ۱۷۵۰ میلادی ابتدا از چهارمحال و بختیاری و بعد از استان فارس به کرمان آمده و در کوه پایه‌های کوه شاه ساکن شده‌اند. قاسم سلیمانی
- طایفه‌های لر: اینان در کرمان به لری معروفند و در دو ناحیه، کوه پنج و دشت آب و رابر سرحد دار هستند.
  - ایل لری: در سرحد شمالی شهرستان بافت و در دامنه کوه شاه طوایفی لر تباری زندگی می‌کنند که از ناحیه کوهدشت استان لرستان گروهی از لرها در اواخر صفویه و نیز در زمان قاجار از نواحی لرستان، بختیاری و فارس به مناطق کنونی کوچ کرده‌اند. لرهای استان کرمان عمدتاً در شهرستان‌های #سیرجان، #بافت و #جیرفت به‌سر می‌برند که پراکندگی آن‌ها به شرح زیر است: ۱- لرهای شهرستان سیرجان: در این شهرستان دو طایفه لر به نام #لری_سیرجانی و #لری_شولی به‌سر می‌برند. لری_سیرجانی، به دو شعبه سهراب‌خانی و میرزا حسینی تقسیم می‌شوند که سردسیر آن‌ها (کوه پنج، سیرجان، آسیاب قلایی، ده دوایی، سیرجان) و گرمسیر آن‌ها (چاه کاریز، چاه قدرت، چاه کر، خیرآباد، کل چشمه و کوه زیارت) است. طایفه شولی، دارای دو شعبه شولی ترکی و شولی تاتی هستند؛ که سردسیر آن‌ها (امیرآباد و بید کردو) و گرمسیر آن‌ها (آرداهرین، شیرویه و جلگه ارزوپیه) است. علاوه بر این، طایفه #لک که در بین ایل افشار بسر می‌برند ازجمله لرهای این منطقه می‌باشند که سردسیر آن‌ها (چهارگنبد) و گرمسیر آن‌ها (شکرویه) است. لری_سیرجانی اکثراً در ناحیه مهیا شهرستان سیرجان ساکن هستند و گفته می‌شود از بختیاری به سیرجان آمده‌اند. ۲- لرهای شهرستان بافت: سه طایفه عمده لر دارد، یعنی طایفه لک و طایفه لری و طایفه لر بختیاری، فزون بر این شعبه‌ای از شول تاتی و نیز یک طایفه از تیره بختیاری به‌نام آقاجانلو نیز یافت می‌شود. طایفه لر _ بختیاری: این لرها از طایفه زلکی یا زلقی هستند و در زمان نادرشاه به اجبار در منطقه بافت کرمان اسکان داده شدند، درواقع سه برادر به نام‌های شهاب‌الدین، غیاث‌الدین و شمس‌الدین که فرزندان یکی از خوانین و سرداران بزرگ بختیاری بودند، به این منطقه کوچانده شده‌اند و فامیل‌های شهابی نژاد، غیاثی، شمس‌الدینی و بختیاری از این طایفه هستند. طایفه لری شامل: تیره‌های غلامرضایی، آقا رضایی، عبدللهی، بارانی مشهدی حسینی، عباسی، قنبری، شیخ حسینی، شفیعی، کمالی، خدادادی، زمزم، حیدری که سردسیر آن‌ها اکثراً (رابر، دره پهن، اشکان، کوه لاله‌زار، راور است) و گرمسیر آن‌ها اکثراً (کلوگ گاو، دره پهن، هنگر، چاه افغان، سورگاه، ابگنده و…) است. (قابل ذکر است که در لرستان طایفه‌ای به نام لری در ایل بیرانوند وجود دارد که جماعتی از آن‌ها در پی جنگ لطفعلی خان زند با آغامحمدخان قاجار به حوالی سیرجان و کرمان رفته‌اند) طایفه لک شامل: لک دره مریدی (تیره؛ علی رضایی، میرزایی، عاشر قلی، اعظم خان) سردسیر آن‌ها روستاهای دره مرید و گرمسیر آن‌ها گیجوییه و چال امیر است. لک گداری (تیره؛ معصوم پور، سلطانی، پوراحمدی، حسن‌پور) سردسیر مادون و گرمسیر آن‌ها سرگز و دولت‌آباد است. کیسکانی که یک‌جانشین می‌باشند و در کیسکانی ساکن هستند. نمزادی نیز در مشرق بافت به‌سر می‌برند. #شول_تاتی‌ها نزدیک جمیل‌آباد و فتح‌آباد را سردسیر و جلگه ارزویه را به‌عنوان گرمسیر انتخاب کرده‌اند. آقاجانلو سردسیر گودال و گرمسی چاه مغ و چاه انجیر. لک‌ها از لرستان در زمان کریمخان ابتدا به فارس و سپس به کرمان مهاجرت کرده‌اند؛ شولی‌ها از بازماندگان شول‌های فارس هستند که پس از ورود ممسنی‌ها متفرق شده‌اند و ظاهراً از مناطق کامفیروز می‌باشند. آقاجانلوها از بختیاری آمده‌اند. ۳- لرهای شهرستان جیرفت: دو طایفه لر به نام‌های لر و سلیمانی زندگی می‌کنند. که اولی از بختیاری و دومی از کهگیلویه به سرزمین‌های کنونی آمده‌اند. طایفه لر از تیره‌های یوسف بیگی و لطفعلی بیگی و محمدعلی بیگی و رضا بیگی تشکیل شده که سردسیر آن‌ها (بیگ سفید، شیر اهوش، قنات محمد شاه، گاوسواران، کردین علیا و سفلی) گرمسیر آن‌ها (ملک‌آباد، پشته لر، خاتون آباد، زنگیان) است. طایفه لر_سلیمانی از تیره‌های حسینی، علیدادی، سلیمانی، میرشکاری، محمدی تشکیل شده است که سردسیر آن‌ها (سرمشک، دره گنجو، قنات نمک، مر، رودخانه هریر، سرمشک، چاله) و گرمسیر آن‌ها (آب باریک، سلاور، سرخ قلعه، بن گود، سر کوریج و سه چاه) است.[۳۱][۳۲]
- ایل لر جبال بارزی: از ایل‌های قدیمی کرمان هستند که زیستشان در کرمان حداقل به زمان ساسانیان می‌رسد و در جبالبارز سکونت دارند. جبال بارزی‌ها از لحاظ قومی لر هستند و به زبان لری لهجهٔ جبال بارزی سخن می‌گویند و بزرگ‌ترین جمعیت ایلی کرمان را تشکیل می‌دهند.[۳۳]
- ایل بحراسمان :از قوم فارس هستند که در کوهای بحراسمان جیرفت ساکن هستند.
- طایفه‌های عرب: از ایل‌های عرب استان فارس هستند که از سده هشتم به این سمت به کرمان آمده‌اند و در جیرفت و بافت باقی‌مانده‌اند.

## جغرافیای طبیعی و اقلیم

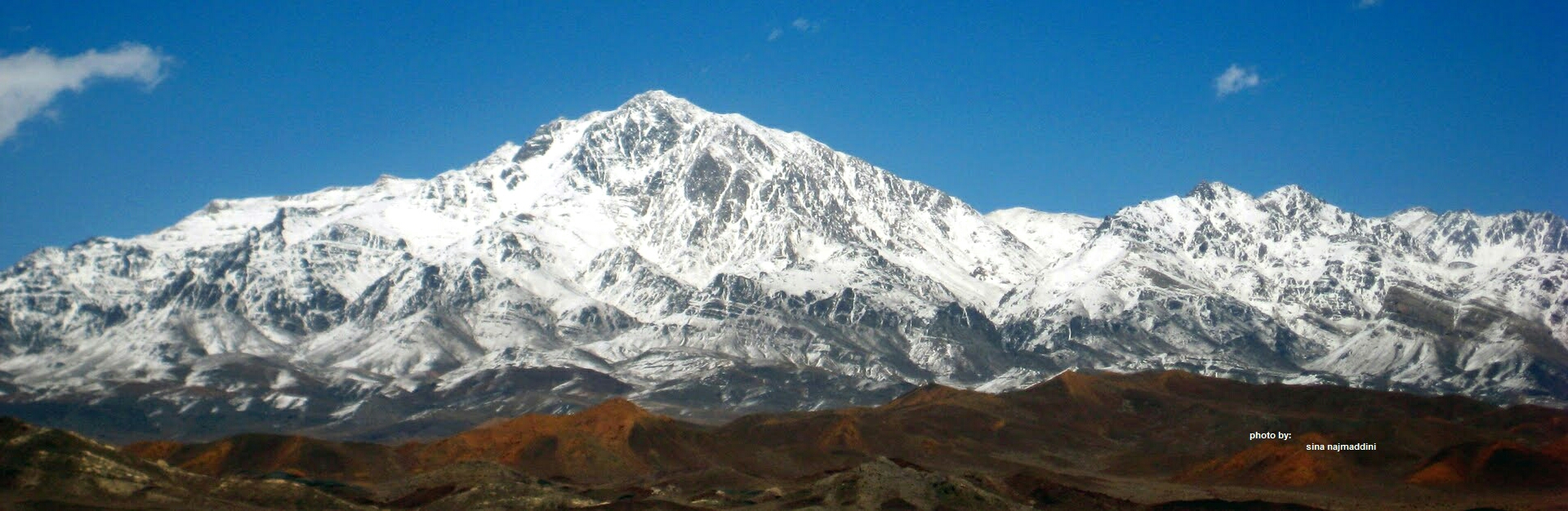
نمای جنوبی کوه شاه بافت در زمستان

کوه بلند خبر(۳۸۵۱متر) و پارک ملی خبر در شهرستان بافت (فصل بهار)

کرمان با دربر گرفتن بیش از ۱۱ درصد از وسعت ایران با حدود ۱۸۳۱۹۳ کیلومتر مربع نخستین استان پهناور ایران می‌باشد.
کرمان نهمین استان پرجمعیت کشور محسوب می‌شود. استان کرمان همچنین بیش از ۶۶۰ اثر ملی ثبت شده دارد و از استان‌های تاریخی ایران می‌باشد. استان کرمان ۷ اثر ثبت شده در میراث جهانی یونسکو ازجمله ارگ بم، باغ شاهزاده ماهان، دهکده صخره‌ای میمند در شهربابک، کویر لوت و سه قنات، رتبه نخست ایران را از این حیث دارد. استان کرمان همچنین چندین سال متوالی رتبه نخست صادرات غیرنفتی کشور را از آن خود کرده است. استان کرمان با تنوع اقلیمی خود، بزرگ‌ترین صادرکننده خرما و پسته، رتبه دوم تولید گردو و رتبه دوم تولید گل محمدی در ایران را دارا است حدود ۱۷٪ از باغ‌های کشور در این استان قرار دارد که از این رو دارای رتبه نخست کشوری است. استان کرمان با داشتن دانشگاه‌های بزرگ و مهم و نیز قشر تحصیل کرده در کشور یکی از قطب‌های علمی در ایران نیز به‌شمار می‌رود. استان کرمان با اقلیم‌های متنوع خود در بسیاری از محصولات باغی ازجمله گردو، خرما، مرکبات و پسته رتبه‌های اول تا سوم کشور را در اختیار دارد. کرمان یکی از استان‌های ورزش خیز کشور است و باشگاه‌ها، آکادمی‌ها، تیم‌ها و قهرمانان ورزشی زیادی از این استان به دنیا معرفی شده است. سال ۱۴۰۱ طرح پیشنهادی تقسیم جنوب استان به استان کرمان جنوبی تصویب و آغاز شد.
استان کرمان در جنوب شرقی ایران قرار دارد و ارتفاعات آن دنباله رشته کوه‌های مرکزی ایران است. این ارتفاعات با دارا بودن بیش از ۱۴ قله با ارتفاع بیش از ۴۰۰۰ متر بهشت کوهنوردان نامیده شده است. کوه هزار چهارمین کوه مرتفع ایران با ارتفاع ۴۵۰۱ متر در کرمان و در جنوب غربی شهر راین واقع شده است. کوه شاه نیز با ارتفاع ۴۴۰۰متر در شمال روستای تلخه چار شهرستان بافت قرار دارد. وقله سه شاخ جوپاربا ارتفاع ۴۱۳۵ورشته کوه جوپار داری ۴ قله بالای چهار هزار متر یکی از فنی‌ترین خطاراس‌ها در کشور به‌شمار میرودیکی از فنی‌ترین این قله که سشاخ کوچک نیز نام دارد که بلندترین قله سه هزار متری ایران بشمار می‌رود با ارتفاع ۳۹۹۸متر وپیماش خطاارس آن آرزوی هر کوهنوردی در ایران می‌باشد واین رشته در ۲۵ کیلومتری مرکز استان قرار دارد. استان کرمان از تنوع آب و هوایی از گرم تا معتدل و بسیار سرد در بسیاری از نقاط مانند بافت، رابر، کوهبنان، بردسیر و تاحدی شهربابک برخوردار است. شهر لاله زار در استان کرمان با ارتفاع ۲٬۷۷۵ متر از سطح دریا بلندترین شهر کشور و بام ایران است. این استان تحت تأثیر بادهای مختلف برون منطقه‌ای و محلی است. وزش این بادها آب و هوای ان را دستخوش تحولات زیادی می‌کند. تنوع اقلیمی در استان کرمان بسیار زیاد بوده و مناطق کوهستانی سرد و پر برف مثل رابر، بزنجان، بافت، چهارگنبد، سرچشمه راین، کوهبنان، گوغر، بیدخون، خبر، سیرچ، ساردوئیه، لاله زار و دهبکری و نیز مناطق گرمی مثل شهداد و جازموریان را در خود جای داده است.
بلندی‌های استان کرمان دنباله رشته کوه‌های زاگرس و رشته کوه مرکزی ایران است که از چین خوردگی‌های آتشفشانی آذربایجان آغاز می‌شود و تا بلوچستان امتداد می‌یابد و دنباله آن را در فلات مرکزی، حوزه‌های پست داخلی و کویر چندین بار قطع می‌کنند. کوه هزار مرتفع‌ترین قله استان کرمان و چهارمین قله ایران است و ارتفاع آن ۴۵۰۱ متر می‌باشد و در غرب شهر راین واقع شده است. کوه شاه لاله زار نیز با ارتفاع ۴۴۰۰متر در نزدیکی بخش لاله زار قرار دارد.

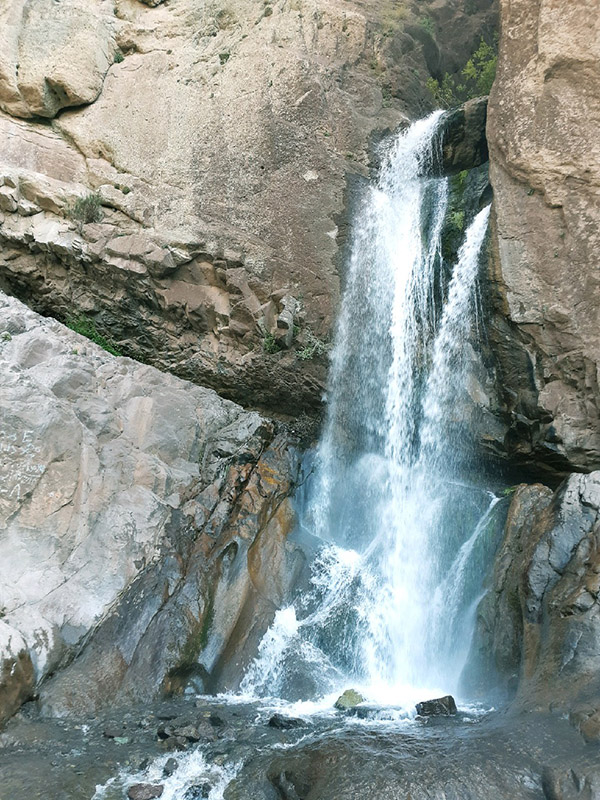
آبشار راین

### تنوع آب و هوایی

ساردوئیه، محور رابر-جیرفت، فصل بهار

تنوع آب و هوایی استان کرمان به‌دلیل شرایط خاص اقلیمی در خور توجه است. در نتیجه این شرایط اقلیمی، در نواحی شمال، شمال غربی، آب و هوا خشک، در جنوب و جنوب شرقی گرم و مرطوب و در جنوب غربی و مرکز سرد و کوهستانی است. بارندگی‌های ۳۰–۶۰ میلی‌متری دشت نرماشیر و شهداد و ۳۵۰–۴۰۰ میلی‌متری بلندی‌های ساردوئیه، دهبکری و جبالبارز، و حتی بیش از ۴۰۰میلی‌متر در شهرستان بافت و نیز وجود تنها پارک ملی جنوب شرق ایران و بزرگ‌ترین پارک ملی جنوب ایران یعنی پارک ملی خبر در جنوب غربی شهرستان بافت خود گویای مناطق اکولوژیک متفاوت در این استان است. مناطق مرکزی، غربی، جنوب غربی و تاحدی شرقی استان از بارش برف و کولاک زیادی در فصل زمستان برخوردار است.
رژیم بارندگی در مناطق جنوب شرقی و شمال شرقی استان اغلب به صورت باران و در نواحی مرکزی، جنوب غربی و غرب و شمال غرب استان برف می‌باشد و در محدوده آبان ماه تا فروردین ماه قرار دارد و از بادهای غربی و شمال غربی منطقه تغذیه می‌شود که اغلب موسمی و خشک است.

## محیط زیست و اکوسیستم
استان کرمان ازجمله مهم‌ترین استان‌های کشور از جهت وجود مناطق حفاظت شده و گونه‌های کمیاب است، به‌طوری‌که درحال حاضر بیش از ۱۹درصد از پرندگان و ۴۶درصد از پستانداران حمایت شده کشور در این استان زندگی می‌کنند که برخی از آن‌ها در سطح جهان حائز اهمیت هستند. درحال حاضر مهم‌ترین پارک ملی نیمه جنوبی کشور به نام پارک ملی خبر در استان کرمان قرار دارد.
|    | نام منطقه     | شهرستان          | رده حفاظتی زیست‌محیطی |
| -- | ------------- | ---------------- | -------------------- |
| ۱  | خبر           | بافت             | پارک ملی             |
| ۲  | روچون         | بافت             | پناهگاه حیات وحش     |
| ۳  | مهروئیه       | فاریاب           | پناهگاه حیات وحش     |
| ۴  | انجرک         | بافت             | منطقه حفاظت شده      |
| ۵  | دهج           | شهربابک          | منطقه حفاظت شده      |
| ۶  | بیدوئیه       | بردسیر           | منطقه حفاظت شده      |
| ۷  | منطقه شهربابک | شهربابک          | منطقه شکارممنوع      |
| ۸  | گودغول        | سیرجان           | منطقه شکارممنوع      |
| ۹  | کوه نو درهنگ  | رفسنجان          | منطقه شکار ممنوع     |
| ۱۰ | دهبکری        | بم               | منطقه شکارممنوع      |
| ۱۱ | پاریز         | سیرجان           | منطقه شکارممنوع      |
| ۱۲ | اسکر          | رابر             | منطقه شکارممنوع      |
| ۱۳ | دربند         | راور             | منطقهٔ شکار ممنوع     |
| ۱۴ | بهرام گور     | سیرجان و شهربابک | منطقه شکار ممنوع     |

آبگرم و آب درمانی جوشان، چشمه‌های آب معدنی آرتزین چمن جیرفت، آبگرم دیمند و گویگان و آبگرم گور ساردوئیه و اختیارآباد کرمان، چاه آرتزین واقع در غرب رباط شهربابک، چشمه حسین‌آباد راین، چشمه سرمور فیض آبادراور، حوض نو کرمان، چشمه بوجان سیرجان، آب معدنی قاسم‌آباد رفسنجان، سولو بافت، ده شیخ ارزوئیه، آبگرم قلعه عسکر بردسیر، چشمه ته خاتون کرمان، چشمه‌های معدنی یاس چمن بافت چشمه معدنی غرغرهراین، چشمه ابارق بم، چشمه معدنی پاچنار کرمان، آوران رفسنجان، چشمه آب معدنی حسین‌آباد رفسنجان، گلی آونگ سیرجان، باب تنگل زرند
این چشمه‌ها از خواص معدنی برخوردارند در درمان بیماری‌های لنفاتیک و غددی و پوستی و بیماری‌های عصبی و زنان مؤثر است. همچنین به علت دارا بودن منیزیم و سولفات کلسیم اثرات صفراآور و مدر را نیز داراست. و همچنین دریاچه زیبای فصلی مخرگه در جنوب شهربابک و دریاچه فصلی نمک در غرب سیرجان از دیگر جاذبه‌های گردشگری استان می‌باشد.

## درختان کهنسال
سرو ۲۵۰۰ ساله در دهبکری،
سرو کهنسال در سیرچ،
سرو کهنسال در بم، سروهای۳۰۰۰ساله طرز راور کهن‌سال‌ترین درخت استان کرمان، چنار مسجدجامع راین، چنار مسجد جامع فیض آبادراور، درخت چنار کهنسال ترنگ و چنار کهنسال بزنجان بافت، پسته کهنسال اودرج رفسنجان، گردو کهنسال گوغر بافت، سرو کهنسال امامزاده احمد سیرجان

## آبشارها
آبشار اوردیکان (بردسیر. گلزار)، آبشار راین (راین کرمان)، آبشار کوهپایه (کرمان)، آبشارهای خوشکار (بافت)، آبشار فیض آباد (راور)، آبشار رودفرق عنبرآباد، آبشار سرندکوه عنبرآباد، آبشار بنگان، آبشار دلفارد (جیرفت)، آبشار ترنگ رفسنجان آبشار دره ده والی ساردوئیه جیرفت، آبشار طرنگ
بافت، آبشار عشق آباد هنزا رابر
|    | !نام آبشار         | شهرستان  | ارتفاع به متر |
| -- | ------------------ | -------- | ------------- |
| ۱  | آبشار کشیت         | گلباف    | ۱۲            |
| ۲  | سرند کوه           | عنبرآباد | ۱۷۷           |
| ۳  | آبشار وروار        | عنبرآباد | ۱۷۶           |
| ۴  | دلفارد             | جیرفت    |               |
| ۵  | طرنگ               | بافت     |               |
| ۶  | خوشکار             | بافت     |               |
| ۷  | راین               | راین     |               |
| ۸  | رودفرق             | عنبرآباد |               |
| ۹  | دوساری             | عنبرآباد |               |
| ۱۰ | دهبکری             | بم       |               |
| ۱۱ | عشق آّباد هنزا      | رابر     |               |
| ۱۲ | آبه‌سر              | رابر     |               |
| ۱۳ | گلم دختر کش        | جیرفت    |               |
| ۱۴ | گسمون              | سیرجان   |               |
| ۱۵ | فیض آباد           | راور     |               |
| ۱۶ | مکی                | راور     |               |
| ۱۷ | سکنج               | کرمان    |               |
| ۱۸ | آبشار ترنگ رفسنجان |          |               |

## ظرفیت‌ها

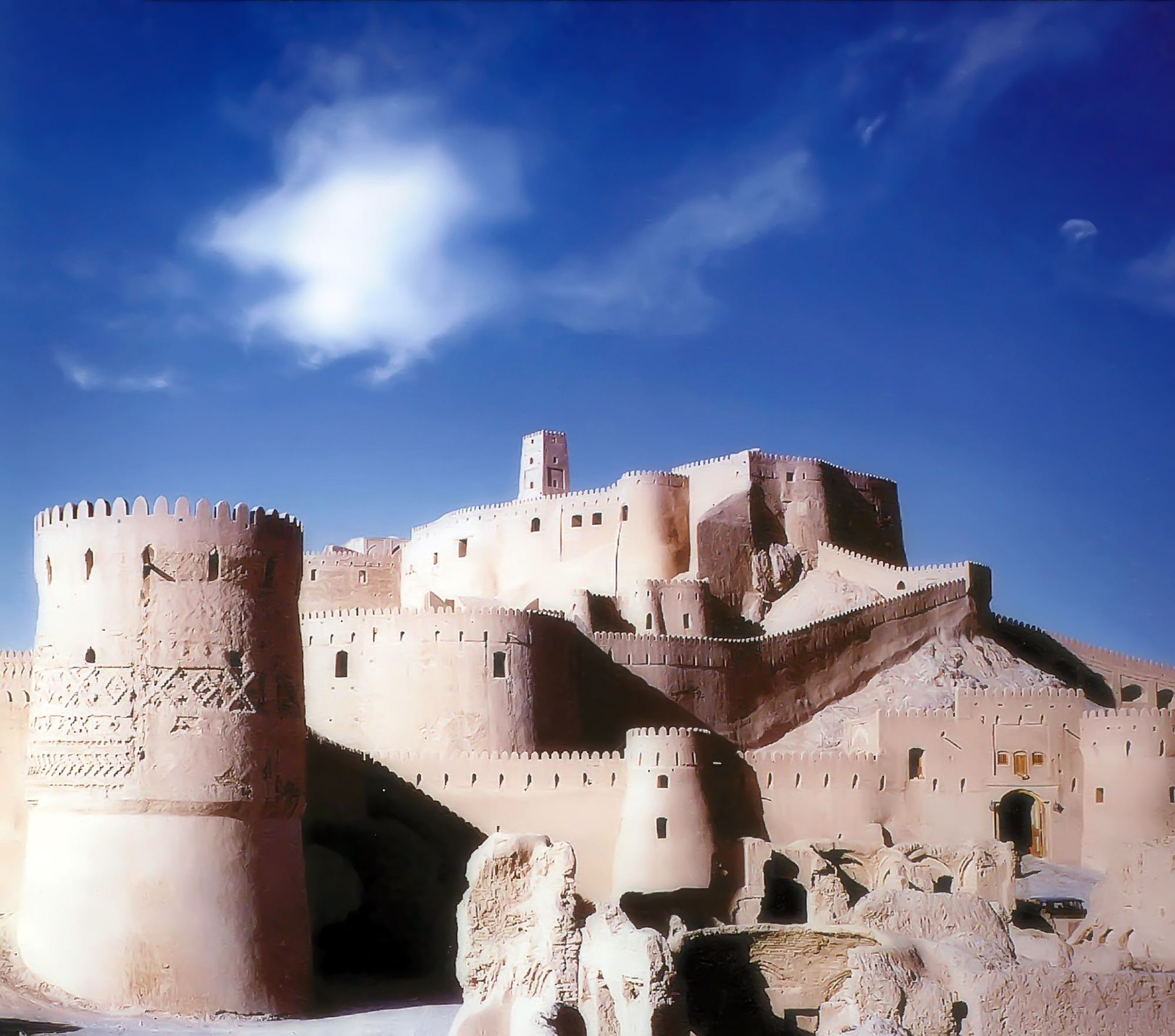
ارگ تاریخی بم

در برخی از سندهای تاریخی جغرافیایی این منطقه، کرمان، کارمانیا و کرمانی ذکر شده است. درقرن ۲۰ قالی بافی، صنعت عمده این کرمان را تشکیل می‌داده است. این صنعت به تدریج از شهر به روستاهای اطراف مانند ماهان، جوپار و چترود کشیده شد. . تا جاییکه با افزایش میزان شهرنشینی، هم‌اکنون به یکی از کلان‌شهرهای ایران مبدل شده و رفته رفته حق طبیعی خویش را بازیافته است و با سرعتی چشمگیر روند رو به پیشرفت را همچنان ادامه می‌دهد.
آناناس‌ها و مرکبات و گلخانه‌های توت فرنگی جیرفت و باغ‌های پسته رفسنجان و سیرجان و شهربابک، نخلستان‌های بم، گیلاس و بادام و به شهربابک، باغ‌های گردوی رابر همه از کشتگاه‌های بزرگ ایرانند. (مجتمع معادن مس میدوک، مجتمع کارخانجات ذوب مس خاتون آباد، کارخانجات بابک مس ایرانیان، مجتمع معادن مس چاه فیروزه و چاه مسی درشهربابک)، مس سرچشمه رفسنجان، ومعدن جدید اکتشاف سریدون رفسنجان. و کارخانجات بزرگ کاشی و سرامیک رفسنجان سنگ آهن گل گهر کرومیت اسفندقه جیرفت، فروکروم بافت، مناطق آزاد سیرجان و منطقه ویژه اقتصادی و آزاد رفسنجان و بم. استان کرمان مهم‌ترین تولیدکننده مس در کشور است.

### برخی آثار تاریخی و جاذبه‌های گردشگری
باستان شناسان ایران و جهان استان کرمان را به سبب دارا بودن آثار تاریخی ماقبل میلاد و بسیار تاریخی (که در برخی موارد قدیمی‌ترین آثار جهان محسوب می‌شوند) ازجمله تمدن هلیل رود شهرستان جیرفت، تپه یحیی شهرستان بافت، همچنین (بازار بزرگ کرمان، ارگ راین، مسجد جامع، گنبد جبلیه، باغ شاهزاده ماهان) از آثار گردشگری شهرستان کرمان، (ارگ تاریخی بم)، خانه خشتی رفسنجان (بزرگ‌ترین خانه خشتی جهان) و دره راگه رفسنجان که به عنوان دومین ژئو پارک طبیعی ایران است (روستای تاریخی دستکند میمند، عمارت موسی خانی، مسجد و حسینیه شهر کهنه، خانه صمد خانی، آتشکده اذربغ، قلعه کمر مرج، و غار ایوب دهج بزرگ‌ترین غار آذرین ایران) در شهرستان شهربابک و تل ابلیس و دژهای ساسانی کرمان به همین واسطه استان کرمان را گهواره تمدن نامیده‌اند.

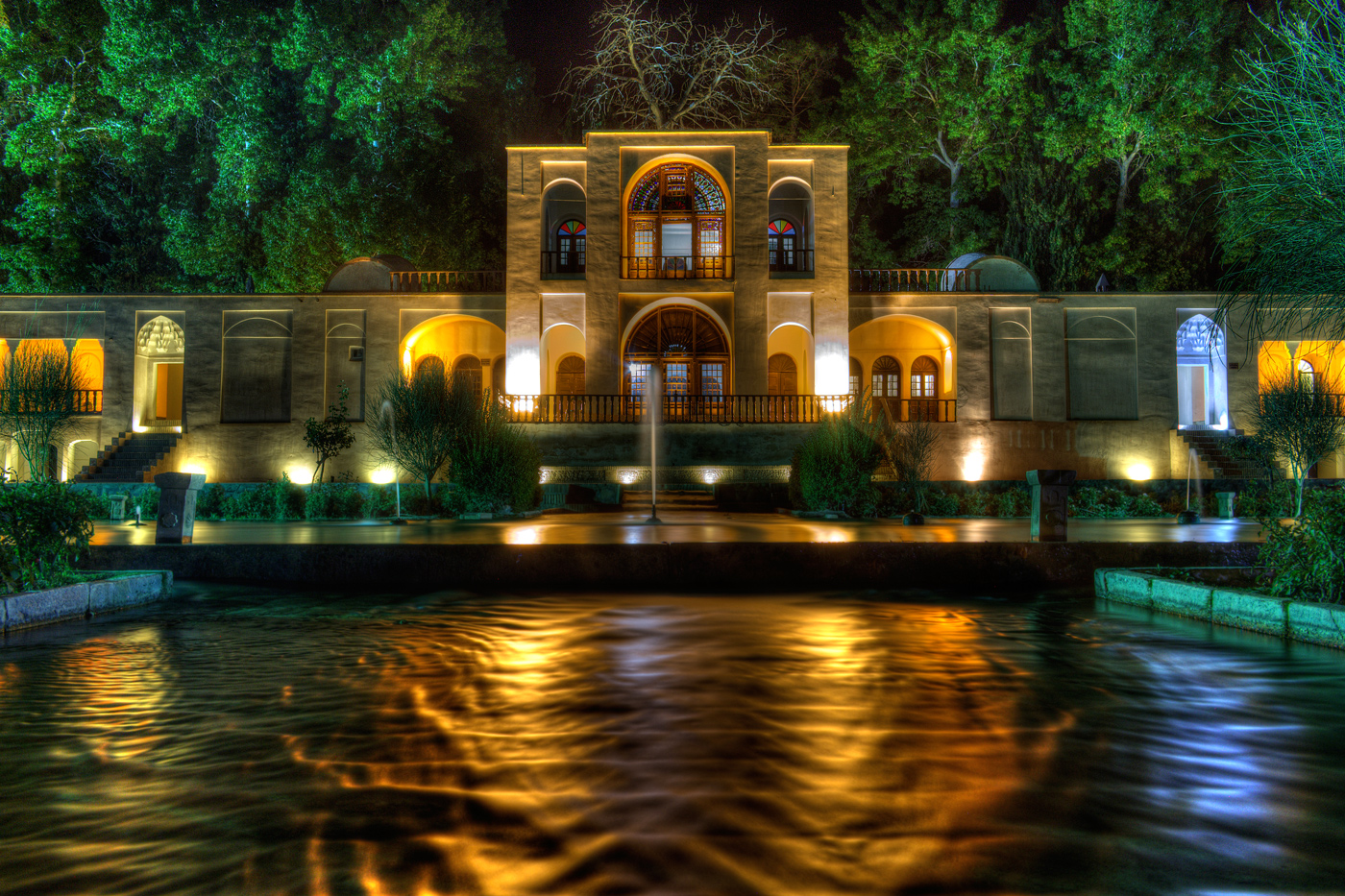
باغ تاریخی و جهانی شاهزاده کرمان

استان کرمان با تصویب هیئت دولت به دو استان کرمان و کرمان جنوبی تقسیم می‌شود.

## مشاهیر کرمان
- «اکبر هاشمی رفسنجانی»
- قاسم سلیمانی
- عادل فردوسی پور
- شاه نعمت‌الله ولی
- شاه شجاع کرمانی
- خواجوی کرمانی
- ابراهیم باستانی پاریزی
- هوشنگ مرادی کرمانی
- احمد ناظرزاده کرمانی
- علی اکبر احمدیان
- محمدحسین میمندی نژاد
- ایرج بسطامی
- محمود شاهرخی
- داریوش رفیعی
- کورس سرهنگ‌زاده
- احمد نقیب زاده
- احمد زیدآبادی
- روح‌الله خالقی
- احمد بهمنیار
- عبدالله دهش
- محمد دهش
- سعید نفیسی
- علی اطهری کرمانی
- جواد نوربخش
- عباس ریاضی کرمانی
- محمود بصیری
- نادر فلاح
- آرش نوذری
- اهورا ایمان
- مهدی بهزادپور
- محمود میمندی
- اکبر رفسنجانی

## فرزند کرمان
نام کتابی است که به زندگینامه، خاطرات و گزیده‌ای از مقالات محمد دهش از نامداران ایرانی و از چهره‌های ماندگار ایران در دوران معاصر، می‌پردازد.

## کتابخانه‌ها
در استان کرمان ۲۳۲ باب کتابخانه عمومی، بیش از یک میلیون و ۶۰۰ هزار جلد کتاب و ۱۳۰ هزار عضو فعال کتابخانه‌های عمومی وجود دارد و به‌طور میانگین به ازای هر ۲۰ هزار و ۳۷۹ نفر یک باب کتابخانه عمومی در استان وجود دارد.

## علم و مراکز دانشگاهی

دانشگاه شهیدباهنر کرمان

دانشگاه ولی عصررفسنجان

استان کرمان استانی دانشگاهی است. دانشگاه‌ها و مراکز آموزش عالی زیادی در شهرهای مختلف استان کرمان وجود دارد. درحال حاضر بیش از ۱۱۰ دانشگاه و مرکز آموزش عالی وابسته به وزارت علوم در استان فعالیت دارند. ازجمله به‌طور خاص می‌توان به دانشگاه‌های زیر اشاره کرد:

### برخی دانشگاه‌ها
- دانشگاه علوم پزشکی کرمان
- دانشگاه شهیدباهنر کرمان
- دانشگاه تحصیلات تکمیلی صنعتی کرمان
- مرکز بین‌المللی علوم و فناوری پیشرفته کرمان
- دانشگاه پیام نور واحد کرمان
- دانشگاه آزاد اسلامی واحد کرمان
- دانشکده فنی شهید چمران کرمان
- دانشگاه آزاد اسلامی واحد بافت
- دانشگاه ولی عصر رفسنجان
- دانشگاه علوم پزشکی رفسنجان
- دانشگاه آزاد اسلامی واحد علوم و تحقیقات سیرجان
- دانشگاه پیام نور واحد سیرجان
- دانشگاه بین‌المللی منطقه ویژه اقتصادی گمرک سیرجان
- دانشگاه صنعتی سیرجان
- دانشکده پزشکی سیرجان
- دانشکده مدیریت واقتصاد بافت
- دانشگاه پیام نور واحد بافت
- دانشگاه بین‌المللی علوم پزشکی بم
- دانشگاه علوم پزشکی بم
- دانشگاه بم
- دانشگاه علوم بهزیستی بم
- دانشگاه آزاد اسلامی واحد بم
- دانشگاه پیام نور مرکز بم
- دانشکده فنی و مهندسی بم
- دانشگاه جامع علمی کاربردی بم
- دانشگاه آزاد واحد بردسیر
- دانشگاه آزاد اسلامی واحد کهنوج
- دانشگاه پیام نور واحد کهنوج
- دانشگاه علوم پزشکی جیرفت
- دانشگاه جیرفت
- مؤسسه غیرانتفاعی جاوید جیرفت
- دانشگاه آزاد اسلامی واحد جیرفت
- مرکز علمی کاربردی جیرفت
- دانشگاه پیام نور واحد جیرفت
- مؤسسه غیرانتفاعی نگین جیرفت
- دانشکده فرش راور
- آموزشکده فنی و مهندسی شهربابک
- دانشگاه آزاد شهربابک
- دانشگاه پیام نور شهر بابک
- دانشگاه علمی کاربردی شهر بابک

و دانشگاه‌های دیگر در سایر شهرهای استان کرمان.

## حمل و نقل

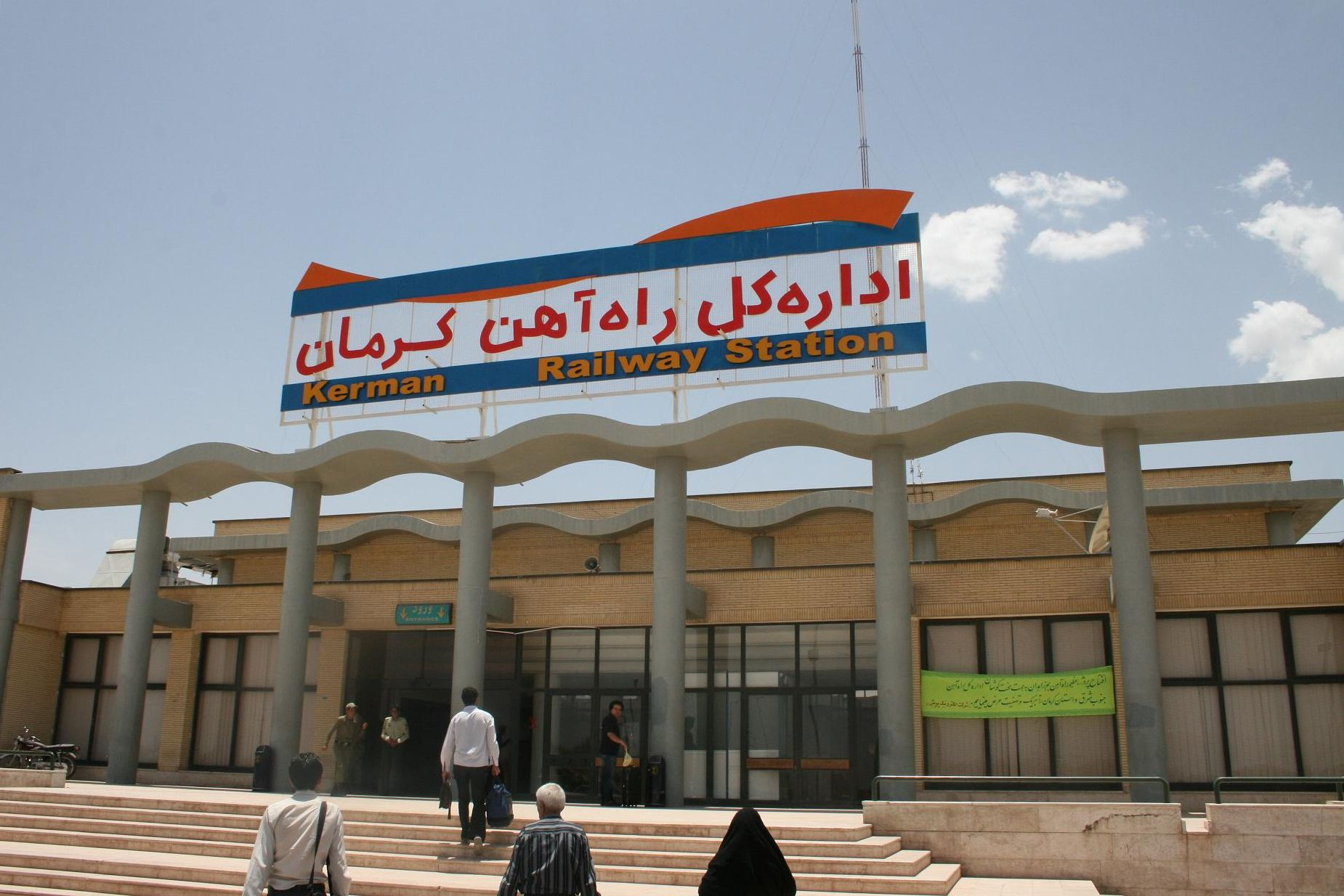
راه‌آهن استان کرمان

### هوایی
شرکت بزرگ هواپیمایی ماهان ایر برای اولین بار در کرمان تأسیس شد و مرکز اصلی آن در این شهر قرار دارد درحال حاضر در استان کرمان ۵ فرودگاه وجود دارد که فرودگاه بین‌المللی آیت‌الله هاشمی رفسنجانی کرمان، فرودگاه بم مرز هوایی، فرودگاه رفسنجان بین‌المللی، فرودگاه سیرجان مرز هوایی و فرودگاه جیرفت داخلی هستند.

### ریلی
استان کرمان از خطوط ریلی شمال-جنوب و شرق-غرب برخوردار است.
طول خطوط اصلی و فرعی ریلی منطقهٔ کرمان ۷۷۲ کیلومتر است که شش درصد سهم خطوط ریلی کشور را به خود اختصاص داده و از لحاظ خطوط اصلی رتبهٔ سوم و در خطوط فرعی رتبهٔ ششم کشور را دارد.
راه‌آهن کرمان باعث شده که خطوط ریلی با استان تهران، استان اصفهان، هرمزگان، خراسان، استان یزد، سیستان و بلوچستان به هم مرتبط شوند و نقش مهمی در شبکه ریلی کشور ایفا کند. راه‌آهن کرمان -بم و بم-زاهدان نیز در سال۸۹افتتاح شد. هم‌اکنون استان کرمان در مناطق کرمان، زرند، سیرجان، بم، خاتون آباد شهربابک، احمدآباد رفسنجان و راین کرمان داری ایستگاه راه‌آهن فعال می‌باشد.

### جاده‌ای
استان کرمان راه ارتباطی ترانزیت کشور، تهران بندرعباس را به‌جهت شهرستان‌های انار، شهربابک و سیرجان مرتبط می‌کند. این مسافت ۱۳۰۰ کیلومتری در حوزه استحفاظی استان کرمان ۳۲۰ کیلومتر می‌باشد که تمامی آن از اتوبان تشکیل شده است.
همچنین از راه ترانزیتی ۱۸۰۰ کیلومتری تهران به استان سیستان و بلوچستان، بندر چابهار و سواحل اقیانوس هند ۵۲۰ کیلومتر آن از استان کرمان و از شهرستان‌های انار، رفسنجان، کرمان، بم، نرماشیر و ریگان می‌گذرد که کاملاً از اتوبان تشکیل شده است.

## اقتصاد

### صنایع و معادن
صنایع استان کرمان به دو دسته صنایع دستی و ماشینی تقسیم می‌شوند. صنایع دستی شامل شال، پته و ترمه است که به غیر از پته دوزی باقی از رونق سابق برخوردار نیستند. صنایع دستی کارگاهی چون: قالی بافی، جاجیم بافی، گلیم بافی و خورجین بافی از صنایع رایج این استان به‌شمار می‌رود. صنایع ماشینی استان به سه دسته کارگاهی کوچک، متوسط و بزرگ تقسیم می‌شوند که از این صنایع می‌توان سیمان، خانه سازی، مواد غذایی و لبنیات، نوشابه سازی، قند، زغال سنگ و مس که معروفیت جهانی دارد را نام برد. معادن استان در تأمین مواد اولیه مورد نیاز صنایع کشور نقش ارزنده‌ای بر عهده دارند. معادن سرشار آهن در سیرجان، زغال سنگ، مس و دیگر فلزات چرخ‌های صنعت استان و کشور را به گردش درمی‌آورند.
معادن زغال‌سنگ شهرستان کوهبنان از بزرگ‌ترین معادن کشور به حساب می‌روند، معادن زغال سنگ کوهبنان قسمتی از نیاز کارخانه ذوب آهن اصفهان را تأمین می‌کنند. منابع معدن مس سرچشمه رفسنجان که به گواهی کارشناسان از غنی‌ترین و خالص‌ترین معادن مس درجهان به‌شمار می‌رود، از مشخصه‌های ویژه اقتصادی استان کرمان محسوب می‌شود. معادن بزرگ سرب و روی کوهبنان، مجتمع معادن مس میدوک و چاه فیروزه و چاه مسی در شهرستان شهربابک از دیگر معادن مهم مس در استان و کشور می‌باشند. معادن ارزوئیه جیرفت و کهنوج نیز از مهم‌ترین معادن کرومیت ایران به‌شمار می‌روند و معدن تیتانیوم کهنوج تنها معدن از این فلز در ایران می‌باشد. معادن فاریاب در شهرستان منوجان نیز از اهمیت بالایی برخوردارند.

### مجتمع سنگ آهن گل گهر سیرجان
یکی از بزرگ‌ترین و مهم‌ترین صنایع استان می‌باشد. این مجتمع۵۰درصد نیاز فولاد مبارکه اصفهان و فولاد خوزستان را تأمین می‌کند.
در کل مجموعه گل گهر یک میلیارد و ۲۰۰ میلیون تن ذخیره آهنین دارد. معادن شماره ۲-۳-۴این مجتمع نیز ذخایر قابل توجهی دارند که آنچه پیش‌بینی می‌شود ۵۰میلیون تن در معدن شماره دو، ۶۴۰میلون تن در معدن شماره ۳ و ۸۸میلیون تن در معدن شماره چهار وجود دارد که سطح برداشت متفاوتی دارند. وسعت معدن شماره یک را ۱٫۵ در۳٫۵کیلومتراست. وسعت کل مجموعه گل گهر ۷۰۰هکتار است و معدن شماره یک که متعلق به گل گهر است از قسمت شرق تا هزار متر قابل توسعه است.

## تجاری

استان کرمان

### منطقه ویژه اقتصادی ارگ جدید بم
منطقه ویژه اقتصادی ارگ جدید، با هدف ایجاد و توسعه زمینه‌های لازم برای فعالیت‌های کارامد صنعتی، جذب فناوری‌های نوین و افزایش زمینه‌های اشتغال از طریق جلب و هدایت سرمایه‌گذاری داخلی و خارجی در دهه فجر سال ۱۳۷۶، تأسیس و رسماً کار خود را آغاز کرد. مساحت این منطقه بالغ بر ۱۱۰۰هکتار است که در فاصله ۱۰ کیلومتری شرق شهر بم واقع شده است.
زیر ساختها و امکانات پشتیبانی مورد نیاز از قبیل احداث ترمینال اختصاصی در فرودگاه بم، تأسیس ترمینال مسافری و باربری، راه‌آهن و انبارهای مجهز کالا، خودرو سازی، گمرک، تأمین آب، برق و مخابرات، ساخت هتل‌ها، امکانات ورزشی، تفریحی، آموزشی و سایر تسهیلات بوده است که علاوه بر فراهم آمدن زمینه‌های لازم برای توسعه پیش از پیش سرمایه‌گذاری‌های صنعتی، امید می‌رود تا این منطقه با توجه به پتانسیل‌های لازم در آینده‌ای نزدیک به یکی از قطب‌های توریستی و تفریحی کشور نیز تبدیل شود.

### منطقه ویژه اقتصادی سیرجان
از نظر اقتصادی منطقه ویژه اقتصادی سیرجان اهمیت استان کرمان را افزایش داده است. این منطقه ویژه صرف نظر از تأثیراتی که در توسعه اقتصادی کل استان داشته، از دیدگاه توسعه جهانگردی نیز اهمیت زیادی دارد. سیرجان گذرگاه اصلی انتقال کالا به کشورهای خاور ایران و هم چنین اروپا و خلیج فارس بوده و مسیر رفت و برگشت کلیه کالاها از بندر شهید رجایی به کشورهای آسیای میانه، قفقاز و روسیه است. در واقع این شهر محل اتصال کلیه محورهای ترانزیتی و حمل و نقل کالا از جنوب به شمال، خاور و باختر ایران و سایر کشورهای شمالی، خاوری و باختری اروپا و خلیج فارس است. راه ترانزیت اصلی زمینی (جاده‌ای و ریلی) از طریق بندر شهید رجایی به سایر استان‌های کشور، از مسیر این شهرستان و منطقه ویژه اقتصادی عبور می‌کند. این منطقه به عنوان یک قطب اقتصادی ویژه بر بستر مزیت‌های باراندازی، در ساختار اقتصادی استان کرمان نقش و موقعیت قابل توجهی را احراز کرده است و در آینده نیز بر اهمیت این جایگاه اقتصادی افزوده خواهد شد.

### منطقه ویژه اقتصادی رفسنجان
در چهارده کیلومتری شرق رفسنجان قرار دارد. کارخانه‌ها متعددی با سرمایه‌گذاری‌های داخلی و خارجی در منطقه وجود دارد.

### ظرفیت‌ها
یک پنجم باغ‌های کشور در این استان قرار دارد و نقش اساسی در تأمین محصولات زراعی و خودکفایی در تولید گندم در سال ۸۸ داشته است. هم‌اکنون در سند توسعه این استان رسیدن به عنوان سومین استان توسعه یافته کشور پس از تهران و اصفهان، برنامه‌های قابل توجهی درحال اجراست که تا سال ۱۳۹۵ محقق خواهد شد.

## کشاورزی
از نظر سطح زیر کشت، باغات استان ۱۷ درصد اراضی زیر کشت باغات کشور را به خود اختصاص داده است. استان کرمان به لحاظ میزان سطح زیر کشت و تولید پسته با سطح ۳۰۲۵۳۴ هکتار و تولیدی ۱۴۸۲۱۴ تن معادل ۷۵ درصد باغات استان و ۷۷٫۵ در صد باغات کشور مقام اول را در کشور دارا می‌باشد و سطح زیر کشت مرکبات استان کرمان ۱۰۷۴۸ هکتار برآورد شده است که حائز رتبه سوم کشور است.
هند ایران: جیرفت و کهنوج به‌دلیل شرایط مساعد اقلیمی، وجود منابع ارزشمند آب‌وخاک، و پیوستگی اکولوژیکی در عرصه کشاورزی، موقعیت خاص یافته‌اند، آن‌طور که جیرفت را (هند ایران) نامیده‌اند.

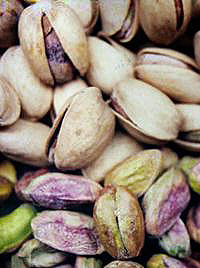
استان کرمان، بزرگ‌ترین تولیدکننده پسته است.

شهرستانهای انار، سیرجان، رفسنجان و بخش بهرمان، زرند، شهربابک و راور از بزرگ‌ترین مراکز تولید پسته در کرمان می‌باشند. پسته اکبری که مرغوب‌ترین پسته و بسیار بازار پسند می‌باشد محصول شهرستان انار است. یکی از مرغوب‌ترین خرمای ایران در شهرستان بم تولید می‌شود. همچنین تولید محصول به، گردو، بادام، سیب، زرد آلو، آلوچه و زعفران در شهرستان شهربابک نسبتاً خوب می‌باشد. یکی از بزرگ‌ترین سطح زیر کشت گردوی کشور در شهرستان بافت قرار دارد. زیره سیاه بافت که در ارتفاعات کوه شاه و پارک ملی خبر می‌روید معطرترین و ارزشمندترین زیره کرمان است. هم چنین زیره مرغوب از ارتفاعات جوپار، سیرچ و راین نیز برداشت می‌شود. شهرستان جیرفت نیز مهم‌ترین کانون فراوردن مرکبات در کرمان است؛ که کیفیت مرکباتش بی‌نظیر است گردو، سیب درختی، عسل، زیره، گل محمدی و گلاب، مرکبات، محصولات جالیزی، پنبه و ذرت، زعفران و گیاهان دارویی از قبیل به لیمو، گاوزبان از سایر محصولات کشاورزی مهم استان کرمان می‌باشد. باغ‌های بزرگ بادام هما شهر از مراکز بزرگ تولید بادام در بخش پاریز محسوب می‌شوند.

## گردشگری
- باغ شاهزاده ماهان
- ارگ بم
- دهکده صخره‌ای میمند شهربابک
- عمارت موسی خانی شهربابک
- مسجد و حسینیه شهر کهنه شهربابک
- خانه صمدخان شهربابک
- غار ایوب شهربابک
- ارگ راین
- باغ فتح‌آباد کرمان
- گنبد جبلیه کرمان
- حمام گنجعلی خان کرمان
- بازار سیرجان
- آبشار بنگان بافت
- خانه حاج آقا علی رفسنجان
- پارک ملی خبر در بافت
- دریاچه جوان شهداد
- غار طرنگ بافت
- گندم بریان یا ریگ سوخته راور
- سروهای سه هزار ساله طرز راور
- کلوت‌های شهداد
- منطقه گردشگری مزار در ارزوییه
- آبشار آبه‌سر رابر
- آبشار راین کرمان
- خانه ایرانمنش در بافت
- آبشار و دره کشیت گلباف
- ارگ انار
- گنبد جبلیه
- دریاچه فصلی مخرگه شهربابک
- منطقه کوهستانی و بزرگ‌ترین دهانه آتشفشانی ایران واقع در آبدر شهربابک
- مناطق کوهستانی میمند و پاقلعه شهربابک
- مناطق کوهستانی مسینان و جوزم شهربابک
- دشت ریگ سفید شهربابک
- دشت ریواس شهربابک
- مناطق کوهستانی دهبکری
- مناطق کوهستانی ساردوئیه و دلفارد
- قلعه تاریخی منوجان
- کوه شاه
- تخت سرتشتک هنزا
- شاه فیروز سیرجان
- سد نسا بم
- نخلستان‌های بم
- دهستان بیدخوان بردسیر
- روستای باغ بزم بردسیر
- شهر لاله زار بردسیر
- محله بیگرد (بهجرد) بردسیر

### بازارها
- بازار مسگرها
- بازارهای شرقی و غربی
- بازار میدان ارگ
- چهار سوق گنجعلی خان
- بازار اختیاری
- بازار سرداری
- بازار عطاری
- بازار مظفری
- بازار زرگری
- بازار سیرجان

## برخی جاذبه‌های گردشگری
- مجموعهٔ گنجعلی خانی

شامل حمام، بازار کرمان، مدرسه، کاروانسرا، آب انبار، ضرابخانه و میدان گنجعلی خان مربوط به عصر صفویه

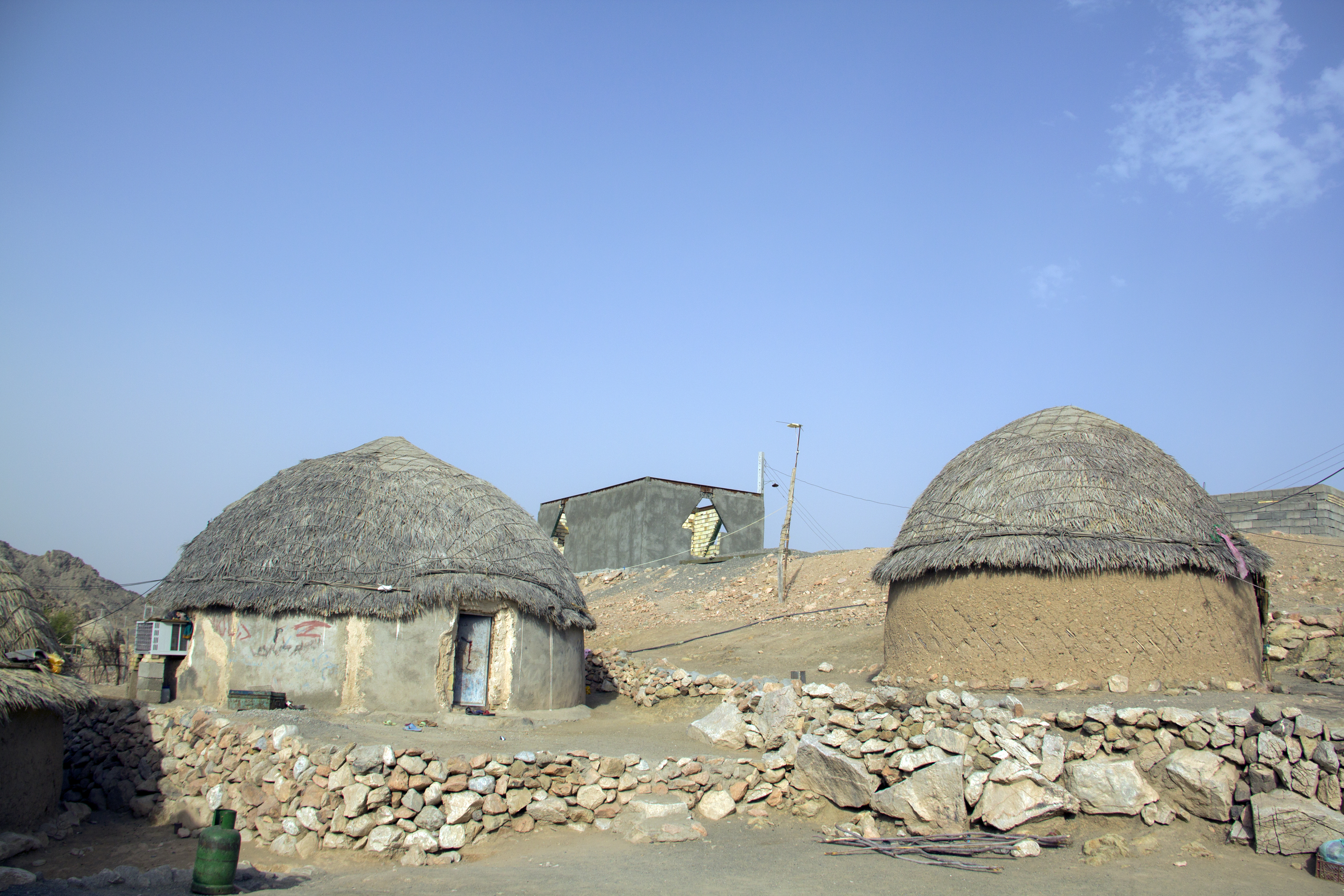
خانه‌هایی موسوم به کپر که مردم جنوب کرمان و سیستان و بلوچستان در آن زیست می‌کنند

- بازار سیرجان

### کاروانسراها

سردر بازار تاریخی سیرجان

- مقرنس‌ها و نقاشی‌های ورودی حمام گنجعلی خان کرمان از جاذبه‌های گردشگری این شهرکاروانسرای وکیل
- کاروانسرای زرتشتیان (بم)
- کاروانسرای علینقی خان

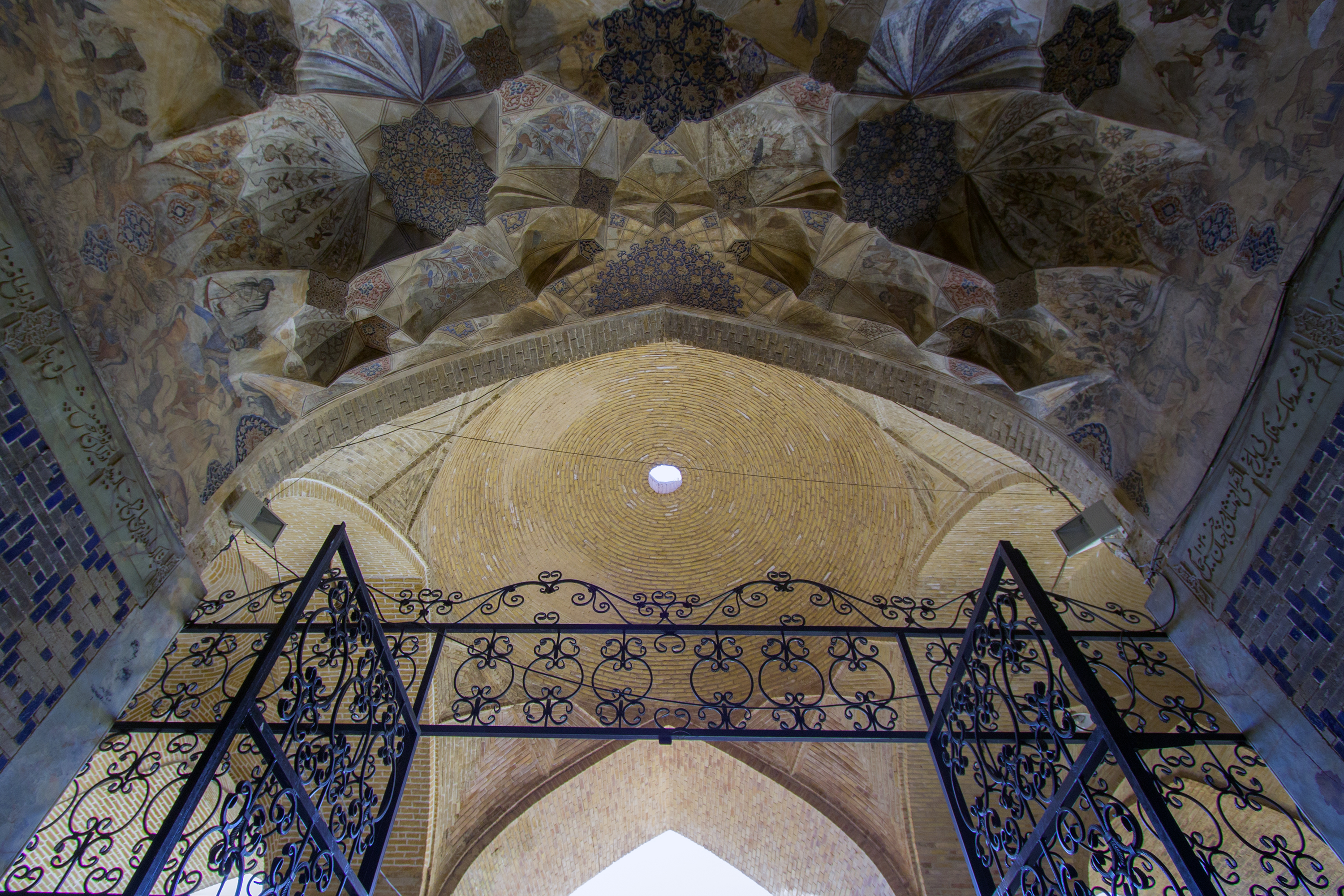
مقرنس‌ها و نقاشی‌های ورودی حمام گنجعلی خان کرمان از جاذبه‌های گردشگری این شهر

- کاروانسرای هماشهر (سعادت آباد) سیرجان
- کاروانسرای سهرج (راور)
- کاروانسرای آب بید (راور)
- کاروانسرای چاه کوران (راور)
- کاروانسرای چهل پایه (یکی از سالم‌ترین کاروانسراهای ایران)(راور)
- تیمچه حاج آقا عبدالله
- تیمچه کوزه‌گرها
- سرای گلشن
- سرای جر
- کاروانسرا هنود (هندی‌ها).

### یخدان‌ها
- یخچال زریسف
- یخدان مؤیدی
- یخدان جو مؤیدی
- یخدان لنگر
- یخدان عباس‌آباد حاجی
- یخدان راور
- یخدان انار
- یخدان‌های دوقلو سیرجان

### مساجد
- مسجد جامع ملک (امام)
- مسجد جامع مظفری
- مسجد گنجعلیخان
- مسجد چهلستون
- مسجد رسول (ص) بم (تاریخ ساخت هم‌زمان با ورود اسلام به ایران در صدر اسلام. این مسجد در زلزله بم تخریب شد)
- مسجد و حسینیه شهر کهنه واقع در شهر شهربابک

### آب انبارها
- آب انبار علی مردان خان
- آب انبار حاج آقا علی
- آب انبار ابراهیم خانی
- آب انبار حاج المیرا

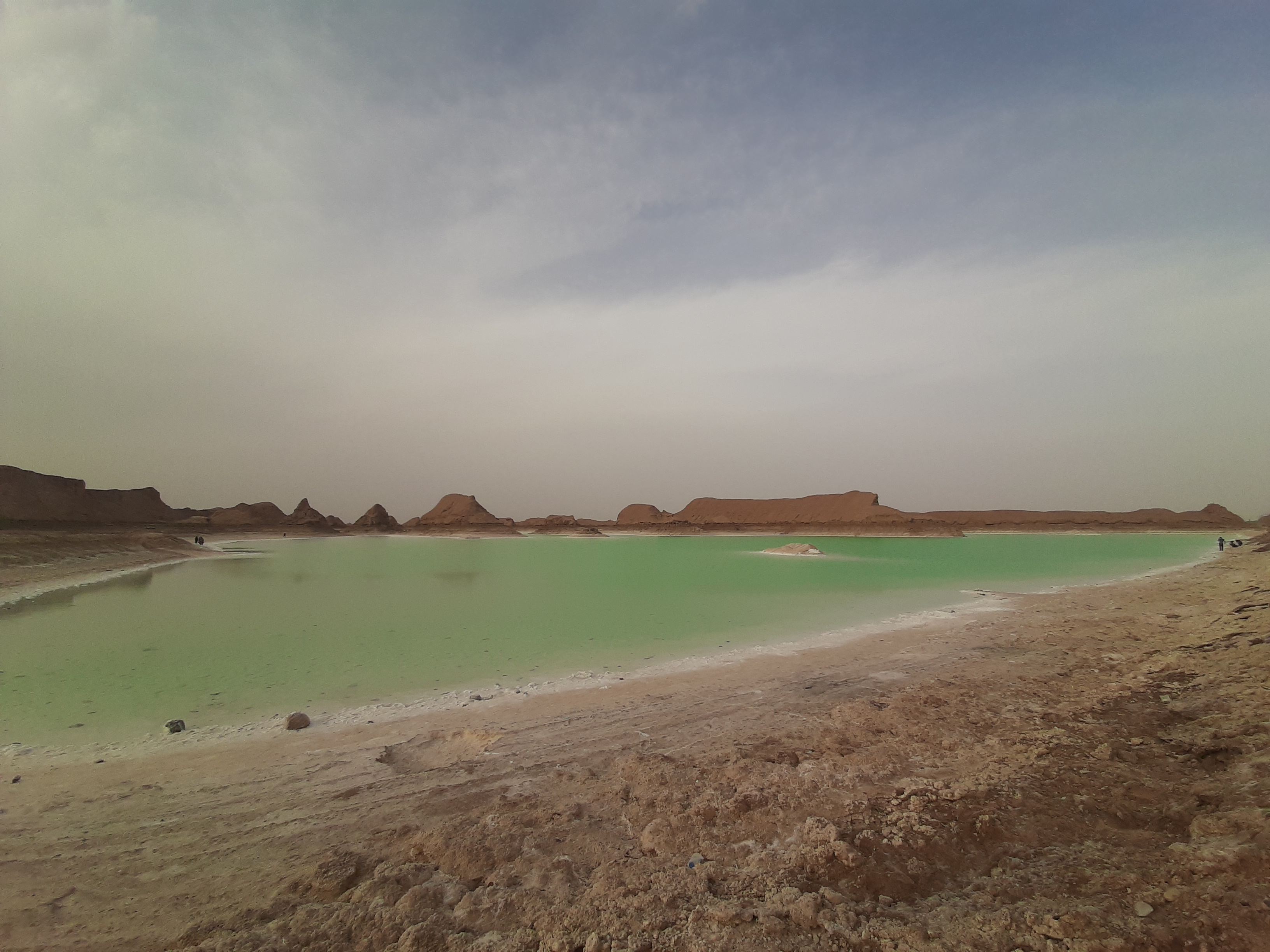
نمایی از دریاچه فصلی (جوان) لوت

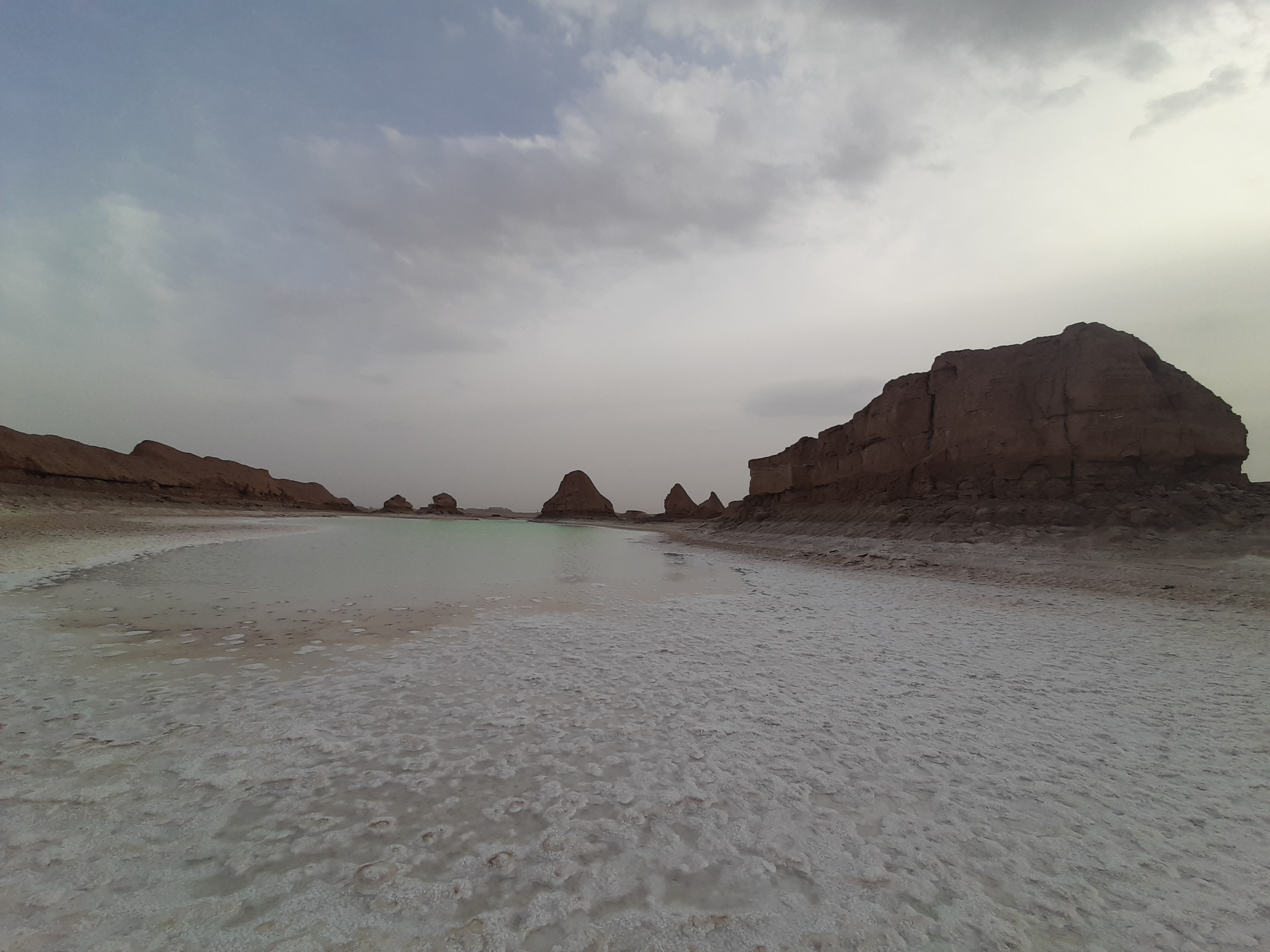
نمایی از دریاچه فصلی (جوان) لوت

دریاچه جوان یا دریاچه جوان شهداد همچنین به دریاچه کلوت نیز مشهور است در نزدیکی منظقه شهداد در استان کرمان قرار دارد یکی از جوان‌ترین دریاچه‌های ایران است. دریاچه جوان کرمان در میان کلوت‌های دشت لوت متولد شده است. این پدیده در دل این چنین کویری که حیات در آن به ندرت دیده می‌شود خود به تنهایی معجزه است. این دریاچه طبیعی در اثر طغیان رودخانه شور که از ارتفاعات استان خراسان جنوبی سرچشمه می‌گیرد و سیلابی که در بهار سال ۱۳۹۸ در استان کرمان رخ داد، ایجاد شد.
دریاچه جوان در استان کرمان، درست در میان کویر لوت و در جوار کلوت‌های استوار و سربرافراشته شهداد به‌وجود آمده است. گویی این دریاچه برای تکمیل زیبایی شهداد و گواه قدرت رود شور در دل کویر متولد شده است. همانگونه که می‌دانید کویر لوت کرمان، یکی از گرم‌ترین نقاط در جهان است. به تبعیت از این گرما حیات چندانی در این منطقه به چشم نمی‌خورد. پیدایش این دریاچه در این منطقه، احتمالاً باعث ایجاد تغییراتی در آب و هوای کویر خواهد شد. به بیانی دیگر این تغییرات به شکل زنجیروار سبب تغییر و به‌وجود آمدن اکوسیستمی جدید در این قسمت از کویر شود. درحال حاضر، دریاچه، بسیار گسترده شده است. لازم است ذکر شود نام گذاری این دریاچه توسط کوهسار فعال گردشگری و اهل رسانه استان کرمان انجام شده است.

### آرامگاه‌ها

گنبد جبلیه، موزه سنگ کرمان

آرامگاه شاه نعمت‌الله ولی، بقعه بشر بن حارث معروف به بشر حافی واقع در شهرستان انار خواجه خضر، مقبره میرزبیر هماشهر، مقبرهٔ اتابک بر غوچ (بزقش) مقبره میر حیدر، آرامگاه شاه فیروز، آرامگاه سید احمد طرنگ، آرامگاه آخوند، آرامگاه میر زبیر، مزار شیخ علی بابا، آرامگاه شاهزاده حسین جوپار، زیارتگاهی واقع در غار ایوب دهج شهربابک است.

### موزه‌ها
موزه بزرگ هنرهای معاصر صنعتی کرمان
، موزه آستانه شاه نعمت‌الله ولی

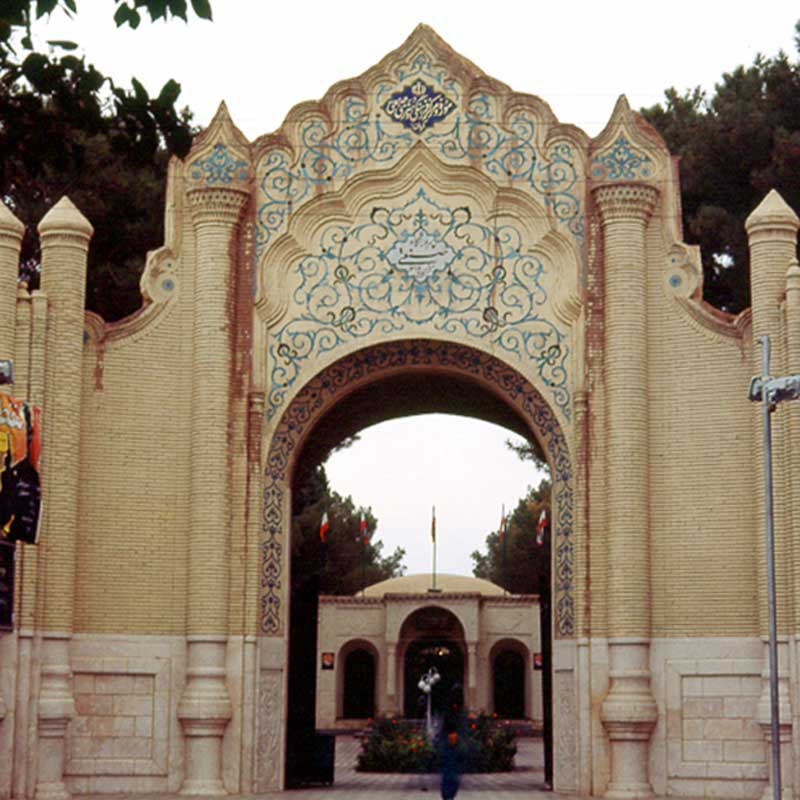
موزه هنرهای معاصر صنعتی

، تنها موزه مردم‌شناسی زرتشتیان جهان
، موزه ضرابخانه سکه
، موزه مردم‌شناسی کرمان
، موزه باغ تاریخی ماهان، موزه شهید باهنر (روحانیت)
، موزه سنگ در گنبد تاریخی جبلیه
، موزه ارگ قدیم بم
، موزه آب بافت (درحال احداث)، موزه مردم‌شناسی عمارت موسی خانی و موزه مردم‌شناسی دهکده صخره‌ای تاریخی میمند واقع در شهرستان شهربابک، موزه حمام قدیمی قریشی رفسنجان (مردم‌شناسی)
، باغ موزه دفاع مقدس کرمان
، موزه ریاست جمهوری در رفسنجان
موزه باستان‌شناسی در شهداد، موزه باستانی جیرفت
، موزه و نمایشگاه یخدان قدیمی، باغ موزه هرندی (موزه ساز کرمان) موزه سیرجان موزه مسجد جامع کرمان، موزه مطبوعات کرمان

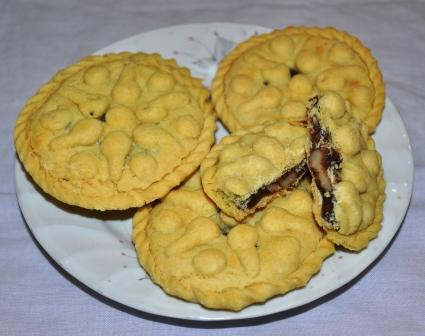
کلمپهٔ گردویی

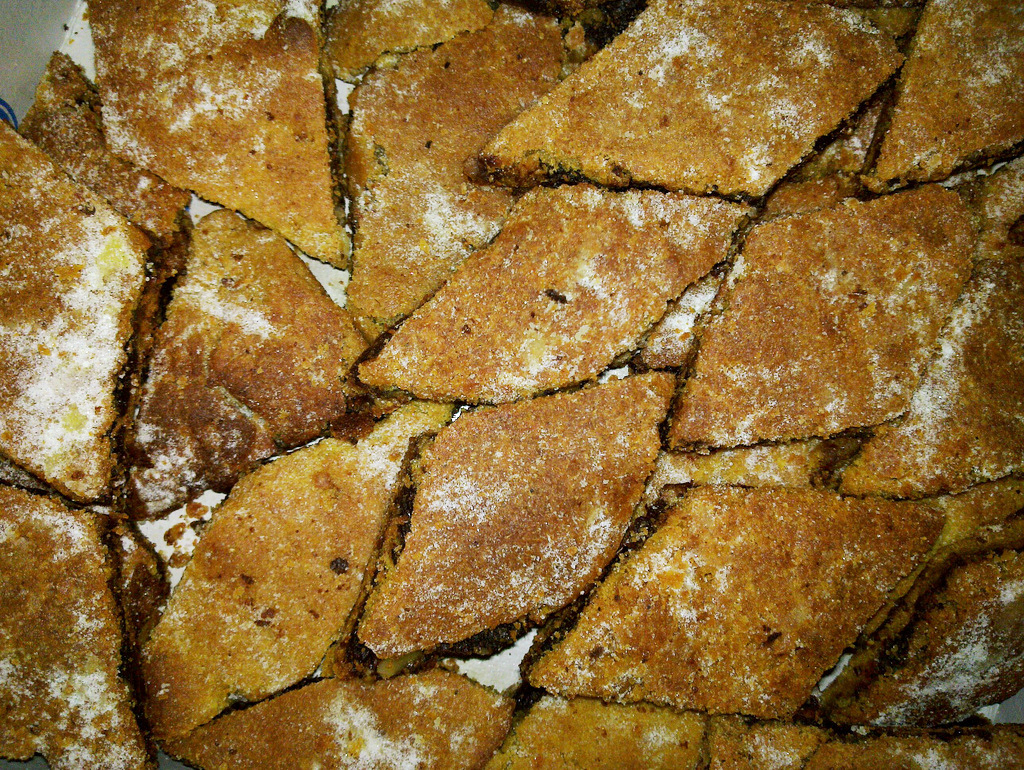
کماج سهن

بادیه مسی کار مسگران کرمانی متعلق به دوران قاجاریه با نقش و خط. عکس: علی اکبر عبدالرشیدی

## صنایع دستی کرمان
صنایع دستی کرمان آوازه جهانی دارند و عبارتند از پته دوزی، مسگری، فرش و قالی کرمان، قالی راور، انبر و چاقو راینی، منسوجات دستباف مانند ترمه، شال بافی، گلیم شیریکی پیچ که این نوع گلیم ثبت درمیراث جهانی یونسکو شده است.
- فرش استان کرمان

فرش هنر ارزنده و بی‌نظیر استان کرمان، در واقع بافته‌ای است از هزاران گره کوچک که به مدد سرپنجه‌های قالیبافان هنرمند کشورمان بر خامه و نخ زده می‌شود تا محصولی ساخته‌وپرداخته شود که افزون بر جنبه‌های مصرفی قوی، هنر را در مقیاس وسیع و گسترده‌ای مطرح و متجلی سازد. فرش استان کرمان به نام تجاری فرش کرمان از شهرت فراوانی در جهان برخوردار است. مهم‌ترین مراکز بافت فرش در استان کرمان از قدیم شامل شهرستان‌های کرمان، راور و شهربابک بوده است.
- قلم‌زنی روی مس

قلم‌زنی هنر کندن نقوش بر اشیاء فلزی است. این هنر همواره با سبک ایرانی ملازمت داشته و نقوش آن گل‌وبته‌های اسلیمی و ختایی بوده است. در کندن فلز از قلم فولادی و چکش مناسب با آن استفاده می‌شود. درحال حاضر بیشتر بر روی مس و برنج قلم‌زنی می‌شود و استان کرمان یکی از اصلی‌ترین مراکز قلم‌زنی ایران است.
- گیوه‌دوزی

گیوه آجید ه یکی از هنرهای سنتی استان است که به‌دلیل خواص طبی و دیگر مزیت‌های آن، طرفداران بسیاری در داخل و خارج از کشور دارد از رایج‌ترین مراکز تولید گیوه شهرستان بافت است.
- گلیم‌بافی

گلیم به‌طور ساده یک فرش با بافت صاف یا یک نوع قالی بدون کرک یا خوب گره‌خورده است که در استان کرمان به‌صورت ساده (تخت) و برجسته‌کار می‌شود. گلیم شیرکی پیچ و قالی افشاری توسط ایل افشار و بچاقچی کرمان بافته می‌شود. شهرهای سیرجان و بافت از مرکز عمده تولید گلیم شیریکی پیچ بافی هستند.
- منبت کاری

هنر معرق روی چوب یکی از رشته‌های پر پیشینه صنایع‌دستی است که به نسبت سایر صنایع دارای قدمت بیشتری است این هنر صنعت که ابتدا تلفیقی از چوب و فلز بود، به کمک ذوق و اندیشه معرق سازان هنرمند ایرانی تغییر شکل داد و صنعتگران کشورمان به‌جای یک نوع چوب که معمولاً متن اصلی دست‌ساخته‌ها را تشکیل می‌داد به استفاده از انواع چوب بارنگ‌های مختلف پرداختند این هنر در بیشتر شهرهای استان کرمان رواج دارد
- شال کرمان

در گذشته ارزش بسیار داشته است به گونه‌ای که در خانه‌های ایرانی آن را به عنوان کالای سرمایه‌ای نگاه داری می‌کرده‌اند و به گاه تنگدستی آن را گرو می‌گذاشتند. شاهان قاجار به جهت پاداش یک طاقه شال کرمان هدیه می‌دادند. ارزش شال کرمان به حدی بوده که قطعات کوچک آن را می‌کشیده و می‌فروختند. در دوره صدارت میرزا تقی خان امیرکبیر از تولید آن حمایت زیادی شده به گونه‌ای که نوعی شال کرمان به به شال امیری معروف می‌شود.

فرش کرمان

## سوغات کرمان
پسته رفسنجان، (نان کرنون شهربابک که به ثبت میراث ملی و معنوی هم رسیده است، قورمه گوسفندی اعلا، اسپار، کشک، دوغ، تلف، مسکه و از همه مهم‌تر روغن خیلی مشهور آن به نام روغن زرد، دوشاب، عسل، نان تیرو، نان سیرو و انواع نان کماج، گردو و بادام و پسته، به، فرش، نگین سنگ فیروزه مخصوص جواهرات و ظروف مسی فیروزه کوبی شده همه از سوغات شهرستان شهربابک) می‌باشد. گردو بافت و رابر، پنیر مشکی رابر، پسته و سوهان زرند عرقیات مشهور لاله زار بردسیر که هر ساله جشنوارهٔ آن نیز برگزار می‌شود، خرما و مرکبات بم، جیرفت و کهنوج وارزوئیه، شیرینی‌های خاصی مثل کلمپه، کماج سهن، حلوا، حاجی بادام، پسته و مسقطی سیرجان و قاووت یا همان قوتو معروف، زیره، حنا، بزقورمه و فالودهٔ کرمانی.

## باشگاه‌های مهم ورزشی
- باشگاه صنعت مس کرمان
- باشگاه صنعت مس رفسنجان
- باشگاه صنعت مس شهربابک
- باشگاه گل گهر سیرجان
- باشگاه والیبال فولاد سیرجان ایرانیان
- باشگاه فوتبال زنان خاتون بم
- باشگاه فوتبال بهمن کرمان
- باشگاه فوتبال شهرداری بم
- باشگاه شهرداری شهربابک
- باشگاه شهرداری سیرجان
- باشگاه گهر زمین سیرجان